# 下呂市
下呂市（げろし）は、岐阜県の中部に位置する市。

## 概要

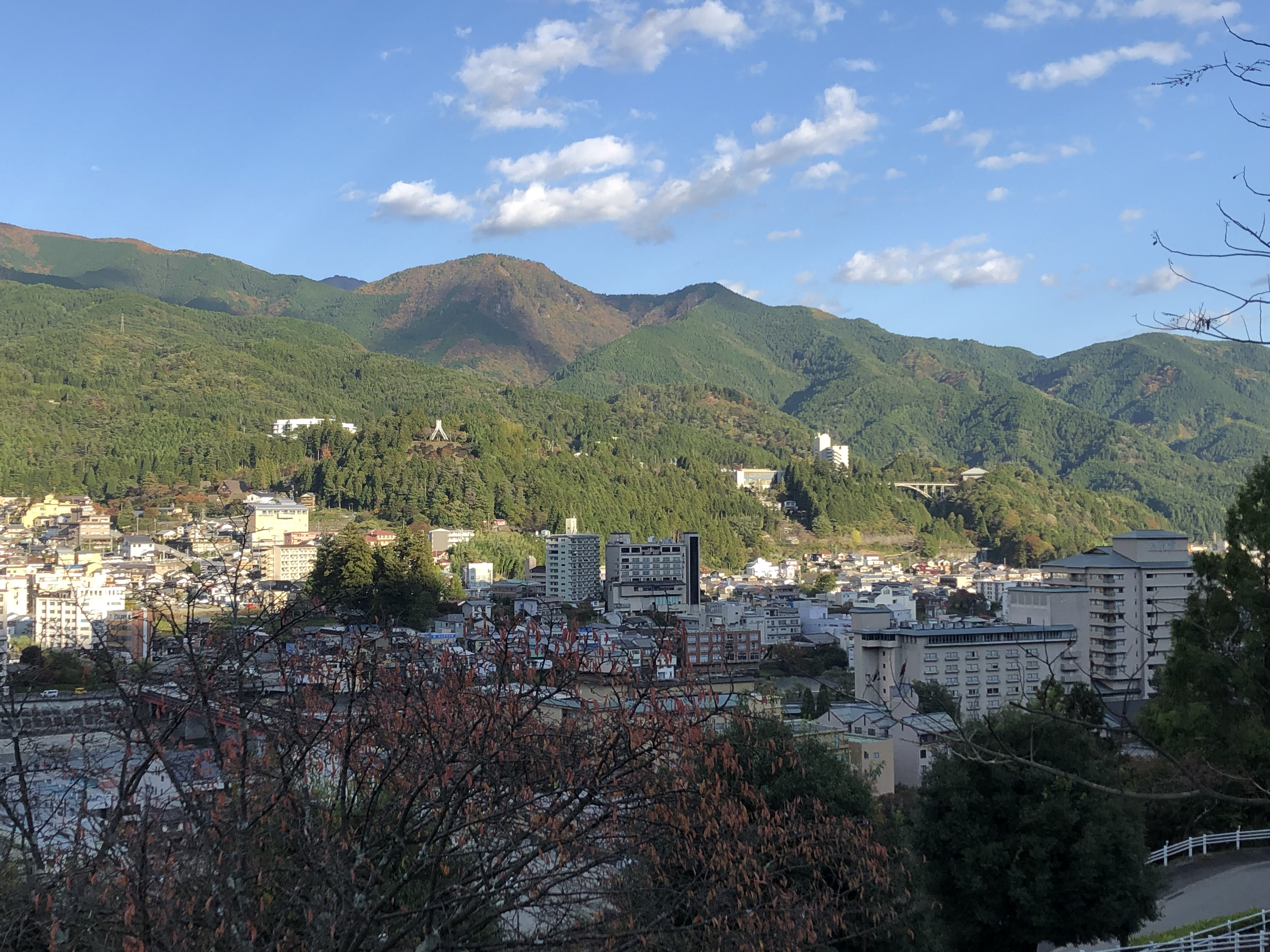
下呂市中心市街地

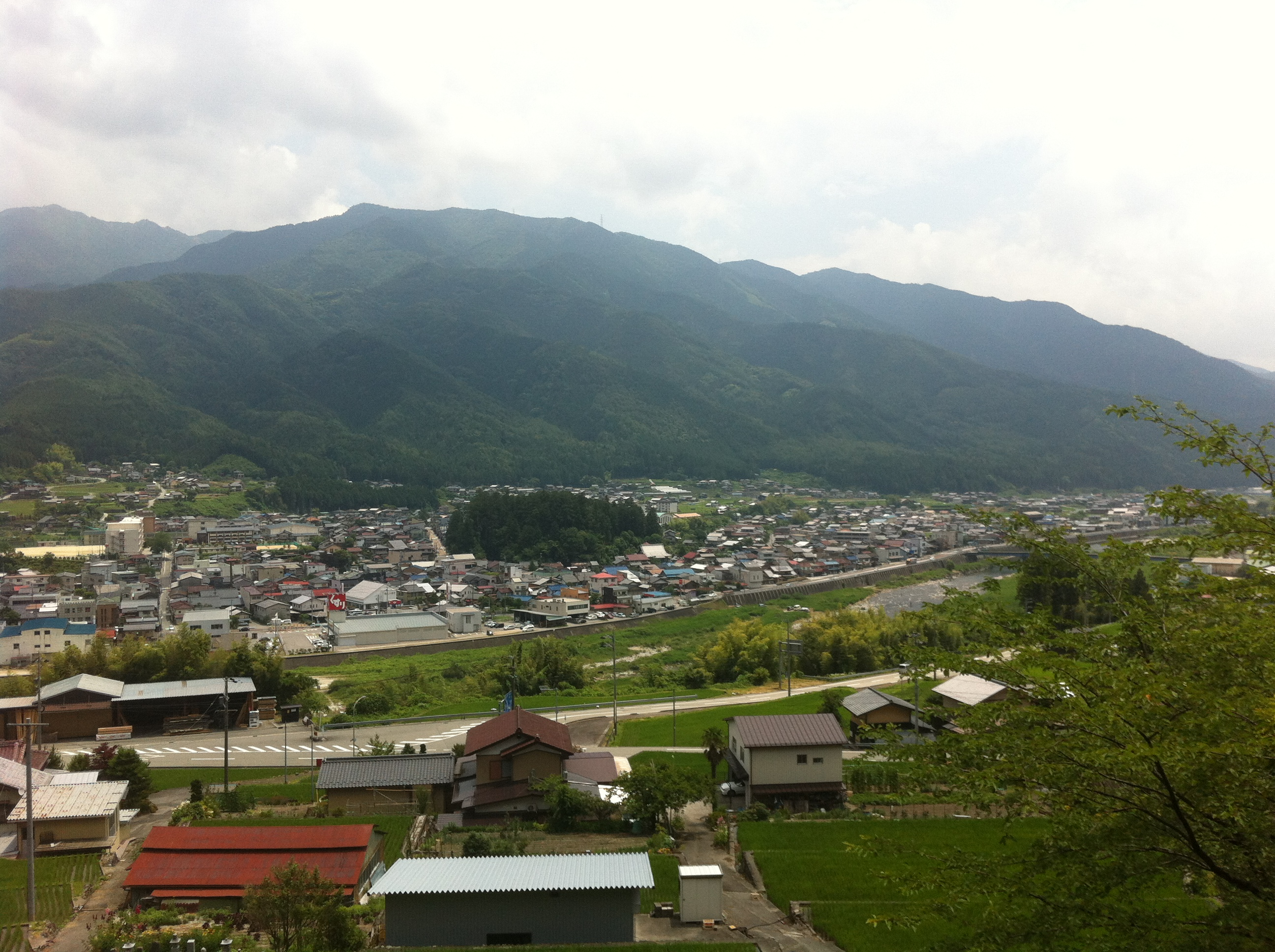
下呂市萩原町を望む

### 日本三名泉
- 下呂温泉（日本三名泉）
- 小坂温泉郷（濁河温泉、下島温泉、湯屋温泉、以上国民保養温泉地）

市内には、これら温泉宿泊地のほか、美輝の里（馬瀬）、しみずの湯（萩原）、道の駅飛騨金山ぬく森の里温泉（金山）といった温泉施設もある。
有馬（兵庫県）、草津（群馬県）、下呂（岐阜県）を日本三名泉と称する。
これは、徳川家康以下4代将軍に仕えた儒学者・林羅山が、摂津・有馬温泉にて作った詩文集第三の「諸州多有温泉、其最著者、摂津之有馬、下野之草津、飛騨之湯島（下呂）是三処也」による。
しかし厳密には、室町時代の僧、万里集九がこれらを三名泉と既に書き残している。

### 地名の由来
『続日本紀』によれば、宝亀2年(776年)下呂温泉の付近には美濃国の菅田駅と飛騨国大野郡の伴有駅があった。しかし、この2つの駅間は遠い上に道も険しかったため、間に駅を新たに置くこととなり、下留駅（しものとまりえき）を置いた。やがて下留は時代が進むに従い「げる」と読まれるようになり、転じて現在の音と表記になった。菅田駅は、現在の下呂市金山町菅田、伴有駅は下呂市萩原町上呂にあったものと推定されている。同じく『岐阜県益田郡誌』にも、「光仁天皇の御代宝亀7年までは大野郡伴有里の内なりしも後下留郷となし、又其後・・・湯之島・森・小川・三原に中原村大字門原の舊六ヶ村を下呂郷と称す」、「蓋し村名の起因は前記下留が下呂と轉じたるならむ」とある。
市名は公募から「下呂市」「益田（ました）市」「南飛騨市」が選定され、合併協議会の投票により「下呂市」に決定した。ちなみに、下呂の北方に中呂（ちゅうろ）、さらに北方に上呂（じょうろ）という地区がある。

## 地理

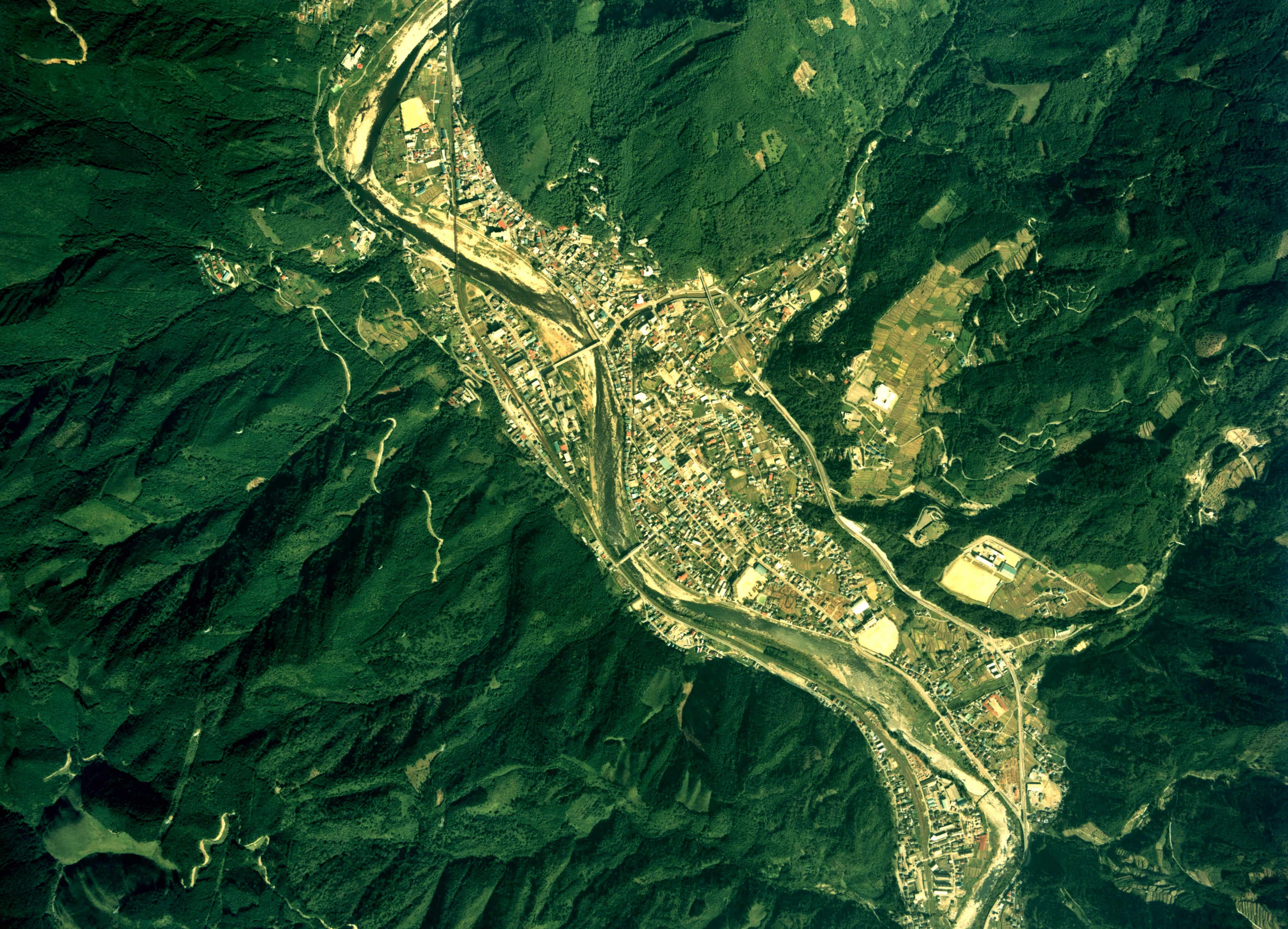
下呂温泉周辺の空中写真。1977年撮影。
。

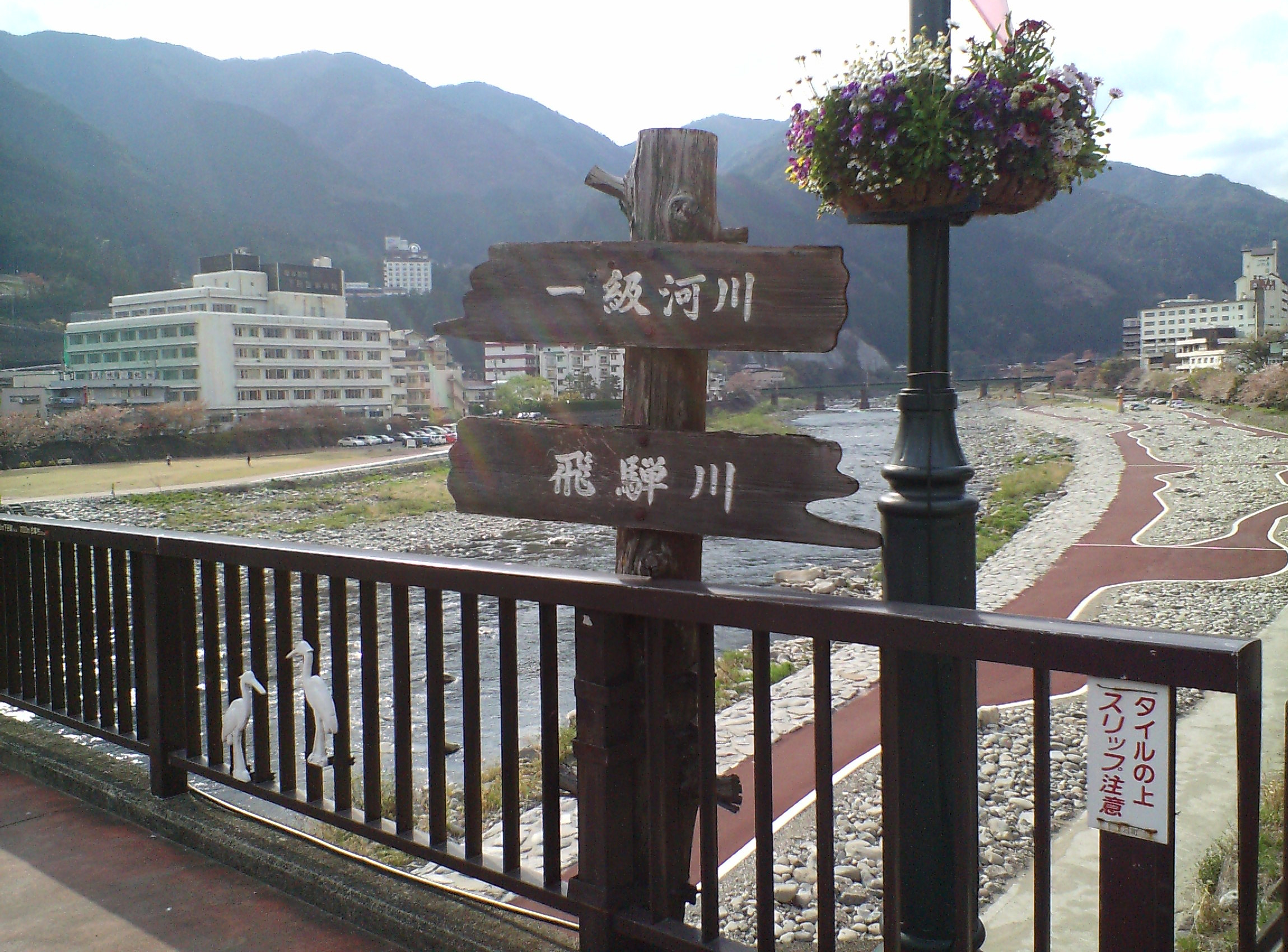
飛騨川

### 位置
下呂市全体の面積851.06km2のうち、山林が約9割を占めている。河川に沿った平坦地とゆるやかな斜面を利用して、農業地と商業地・住宅地などの市街地が混在している。
飛騨を北部と南部に分ける場合、当市のみを「飛騨南部」、高山市・飛騨市・大野郡白川村を「飛騨北部」とする場合がほとんどである（気象庁の天気予報区分など）。
地目別では森林(91.8%)、農用地(1.9%)、宅地(0.8%)、道路他(5.4%)となっている。市域のほぼ中央を一級河川飛騨川が南へ流れ、西には馬瀬川がある。また、御嶽山をはじめ河川の両側には山並みが迫り、『飛騨木曽川国定公園』や『岐阜県立自然公園』なども位置する岐阜県内有数の自然豊かな地域である。
また、飛騨川に沿って国道41号やJR高山本線が通り、横断する形で国道256号、国道257号が通じているので、各地からのアクセスは充実している。

### 地形

#### 山岳
主な山
- 御嶽山（日本百名山）
- 川上岳（かおれだけ、日本三百名山）

#### 河川
主な川
- 飛騨川（益田川）
- 馬瀬川
- 小坂川

馬瀬川はアユ釣りの宝庫として知られていて、鮎釣りのメッカと呼ばれている。
平成19年（2007年）に東京都内のホテルで開かれた「清流めぐり利き鮎会」主催の「利き鮎会スペシャル in TOKYO」では、馬瀬川の鮎がグランドチャンピオンを獲得した。
また、小坂川の全流域が含まれる小坂町は、滝の多い地域として知られ、5m以上の滝が200か所以上ある。日本の滝百選の根尾の滝があり、御嶽山には標高2,800mのところに“日本一高いところにある滝”もある。平成20年（2008年）8月、全国に通用する岐阜県の大きな観光資源となるものとして第1回目の「岐阜の宝もの」の選定があり、「小坂の滝めぐり」が選ばれた。
下呂市では、これを新しい観光資源として力を入れている。

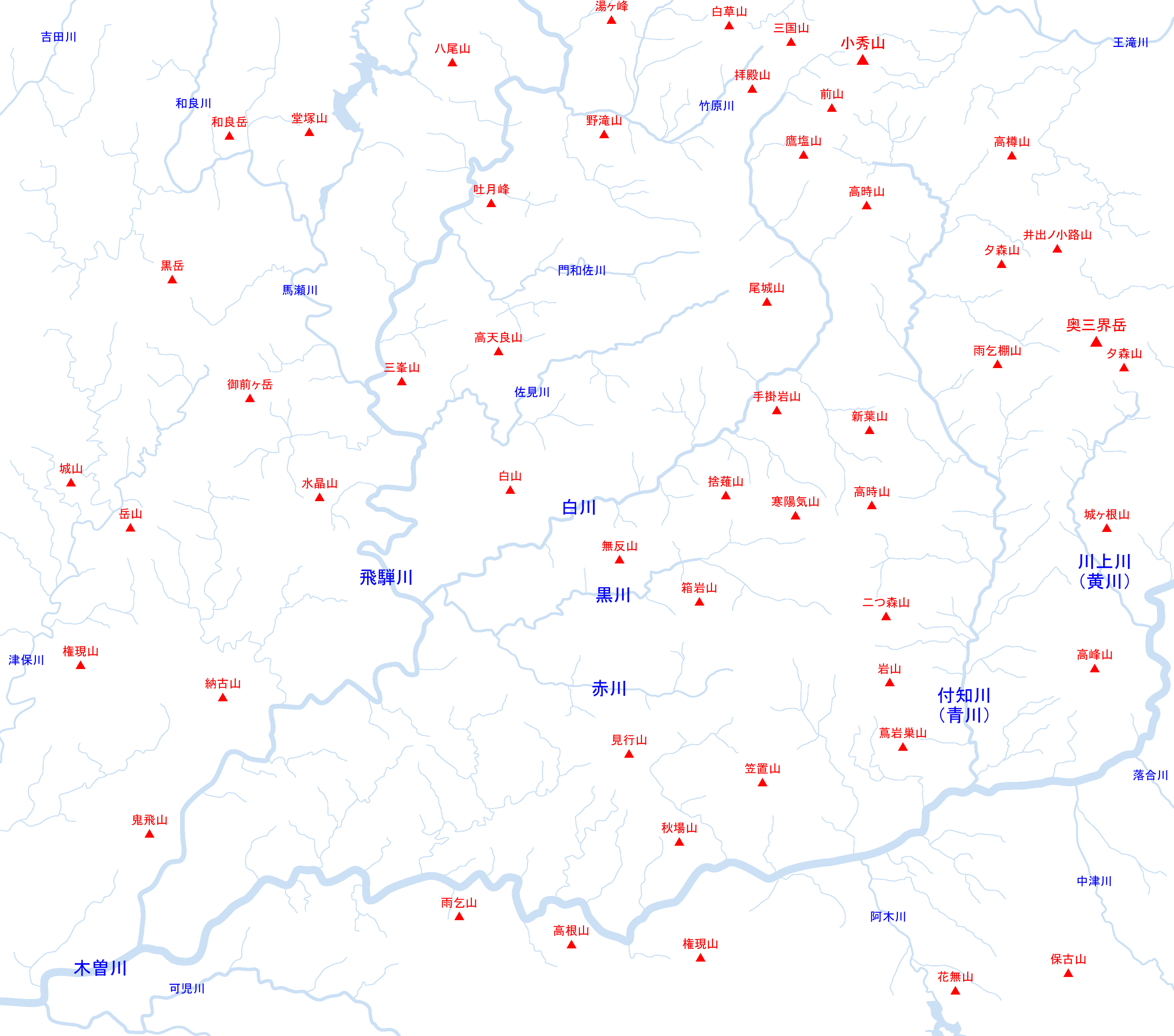
東濃五色川とその周辺の地理

#### 湖沼
主な湖
・大ヶ洞ダム
- 東仙峡金山湖（岩屋ダム湖）
- 下原ダム
- 岩屋ダム

### 気候
- 内陸性気候でそれに併せ日本海側気候または中央高地式気候。市内には、萩原（旧・萩原町）、宮地（旧・下呂町）、金山（旧・金山町）の計3ヶ所にアメダスが設置されている。また、気象庁の観測地点はないが、旧・馬瀬村は豪雪地帯で冬季雪が多い。
- 金山では、2018年に8月6日（41.0°C）、8月8日（40.5°C）の計2回、40°C以上の最高気温を観測した。このうち8月6日に観測した41.0°Cは、栃木県佐野市（2024年7月29日）、岐阜県美濃市（2018年8月8日）、高知県四万十市江川崎（2013年8月12日）と並んで国内観測史上3番目に高い記録であり、美濃市と並んで岐阜県内の観測史上最高気温でもある。
- 夏は日中こそ暑さが厳しくなるものの、日較差が大きく熱帯夜になることはほとんど無い。最高気温が40°C以上になった2018年8月6日、8月8日の金山でさえ、同日及び翌日の最低気温は22〜24°C台まで下がっており[3]、宮地にいたっては熱帯夜を観測したことはこれまで一度も無い[4]。更に、冬の寒さも厳しく、近年でも真冬日を度々観測している。

| 下呂市萩原（萩原地域気象観測所）の気候                       | 下呂市萩原（萩原地域気象観測所）の気候 | 下呂市萩原（萩原地域気象観測所）の気候 | 下呂市萩原（萩原地域気象観測所）の気候 | 下呂市萩原（萩原地域気象観測所）の気候 | 下呂市萩原（萩原地域気象観測所）の気候 | 下呂市萩原（萩原地域気象観測所）の気候 | 下呂市萩原（萩原地域気象観測所）の気候 | 下呂市萩原（萩原地域気象観測所）の気候 | 下呂市萩原（萩原地域気象観測所）の気候 | 下呂市萩原（萩原地域気象観測所）の気候 | 下呂市萩原（萩原地域気象観測所）の気候 | 下呂市萩原（萩原地域気象観測所）の気候 | 下呂市萩原（萩原地域気象観測所）の気候 |
| 月                                                           | 1月                                    | 2月                                    | 3月                                    | 4月                                    | 5月                                    | 6月                                    | 7月                                    | 8月                                    | 9月                                    | 10月                                   | 11月                                   | 12月                                   | 年                                     |
| ------------------------------------------------------------ | -------------------------------------- | -------------------------------------- | -------------------------------------- | -------------------------------------- | -------------------------------------- | -------------------------------------- | -------------------------------------- | -------------------------------------- | -------------------------------------- | -------------------------------------- | -------------------------------------- | -------------------------------------- | -------------------------------------- |
| 最高気温記録 °C （°F）                                       | 15.2 (59.4)                            | 19.4 (66.9)                            | 24.4 (75.9)                            | 30.7 (87.3)                            | 32.9 (91.2)                            | 35.7 (96.3)                            | 38.3 (100.9)                           | 38.0 (100.4)                           | 36.5 (97.7)                            | 30.7 (87.3)                            | 24.9 (76.8)                            | 20.2 (68.4)                            | 38.3 (100.9)                           |
| 平均最高気温 °C （°F）                                       | 5.1 (41.2)                             | 6.6 (43.9)                             | 11.2 (52.2)                            | 17.4 (63.3)                            | 22.9 (73.2)                            | 26.0 (78.8)                            | 29.4 (84.9)                            | 31.1 (88)                              | 26.7 (80.1)                            | 20.7 (69.3)                            | 14.2 (57.6)                            | 7.9 (46.2)                             | 18.3 (64.9)                            |
| 日平均気温 °C （°F）                                         | 0.6 (33.1)                             | 1.3 (34.3)                             | 5.1 (41.2)                             | 10.9 (51.6)                            | 16.3 (61.3)                            | 20.2 (68.4)                            | 23.7 (74.7)                            | 24.8 (76.6)                            | 20.9 (69.6)                            | 14.9 (58.8)                            | 8.5 (47.3)                             | 3.1 (37.6)                             | 12.5 (54.5)                            |
| 平均最低気温 °C （°F）                                       | −2.8 (27)                              | −2.8 (27)                              | 0.3 (32.5)                             | 5.2 (41.4)                             | 10.7 (51.3)                            | 15.6 (60.1)                            | 19.6 (67.3)                            | 20.5 (68.9)                            | 16.9 (62.4)                            | 10.7 (51.3)                            | 4.3 (39.7)                             | −0.4 (31.3)                            | 8.1 (46.6)                             |
| 最低気温記録 °C （°F）                                       | −12.4 (9.7)                            | −12.1 (10.2)                           | −9.6 (14.7)                            | −3.4 (25.9)                            | 1.4 (34.5)                             | 7.2 (45)                               | 12.6 (54.7)                            | 11.9 (53.4)                            | 7.4 (45.3)                             | 0.7 (33.3)                             | −4.0 (24.8)                            | −12.1 (10.2)                           | −12.4 (9.7)                            |
| 降水量 mm （inch）                                           | 83.2 (3.276)                           | 93.2 (3.669)                           | 175.4 (6.906)                          | 197.0 (7.756)                          | 216.0 (8.504)                          | 292.5 (11.516)                         | 445.6 (17.543)                         | 322.3 (12.689)                         | 334.3 (13.161)                         | 198.8 (7.827)                          | 139.8 (5.504)                          | 110.1 (4.335)                          | 2,588.8 (101.921)                      |
| 平均降水日数 （≥1.0 mm）                                     | 9.9                                    | 8.7                                    | 11.5                                   | 11.1                                   | 11.8                                   | 14.0                                   | 15.9                                   | 13.7                                   | 13.1                                   | 10.5                                   | 9.5                                    | 11.3                                   | 140.9                                  |
| 平均月間日照時間                                             | 116.0                                  | 134.2                                  | 166.1                                  | 187.7                                  | 201.0                                  | 155.3                                  | 155.3                                  | 193.0                                  | 148.8                                  | 150.5                                  | 127.7                                  | 114.5                                  | 1,849.4                                |
| 出典：気象庁（平均値：1991年 - 2020年、極値：1976年 - 現在） |                                        |                                        |                                        |                                        |                                        |                                        |                                        |                                        |                                        |                                        |                                        |                                        |                                        |

| 下呂市宮地（宮地地域気象観測所）の気候                  | 下呂市宮地（宮地地域気象観測所）の気候 | 下呂市宮地（宮地地域気象観測所）の気候 | 下呂市宮地（宮地地域気象観測所）の気候 | 下呂市宮地（宮地地域気象観測所）の気候 | 下呂市宮地（宮地地域気象観測所）の気候 | 下呂市宮地（宮地地域気象観測所）の気候 | 下呂市宮地（宮地地域気象観測所）の気候 | 下呂市宮地（宮地地域気象観測所）の気候 | 下呂市宮地（宮地地域気象観測所）の気候 | 下呂市宮地（宮地地域気象観測所）の気候 | 下呂市宮地（宮地地域気象観測所）の気候 | 下呂市宮地（宮地地域気象観測所）の気候 | 下呂市宮地（宮地地域気象観測所）の気候 |
| 月                                                      | 1月                                    | 2月                                    | 3月                                    | 4月                                    | 5月                                    | 6月                                    | 7月                                    | 8月                                    | 9月                                    | 10月                                   | 11月                                   | 12月                                   | 年                                     |
| ------------------------------------------------------- | -------------------------------------- | -------------------------------------- | -------------------------------------- | -------------------------------------- | -------------------------------------- | -------------------------------------- | -------------------------------------- | -------------------------------------- | -------------------------------------- | -------------------------------------- | -------------------------------------- | -------------------------------------- | -------------------------------------- |
| 最高気温記録 °C （°F）                                  | 14.9 (58.8)                            | 18.6 (65.5)                            | 23.2 (73.8)                            | 29.3 (84.7)                            | 32.2 (90)                              | 35.7 (96.3)                            | 37.5 (99.5)                            | 38.9 (102)                             | 35.8 (96.4)                            | 30.5 (86.9)                            | 23.4 (74.1)                            | 20.4 (68.7)                            | 38.9 (102)                             |
| 平均最高気温 °C （°F）                                  | 5.3 (41.5)                             | 7.0 (44.6)                             | 11.5 (52.7)                            | 17.7 (63.9)                            | 22.9 (73.2)                            | 25.9 (78.6)                            | 29.4 (84.9)                            | 31.0 (87.8)                            | 26.8 (80.2)                            | 20.8 (69.4)                            | 14.2 (57.6)                            | 7.9 (46.2)                             | 18.4 (65.1)                            |
| 日平均気温 °C （°F）                                    | 0.3 (32.5)                             | 1.1 (34)                               | 4.8 (40.6)                             | 10.5 (50.9)                            | 15.9 (60.6)                            | 19.9 (67.8)                            | 23.6 (74.5)                            | 24.5 (76.1)                            | 20.7 (69.3)                            | 14.5 (58.1)                            | 8.0 (46.4)                             | 2.6 (36.7)                             | 12.2 (54)                              |
| 平均最低気温 °C （°F）                                  | −3.8 (25.2)                            | −3.6 (25.5)                            | −0.6 (30.9)                            | 4.2 (39.6)                             | 9.8 (49.6)                             | 15.2 (59.4)                            | 19.6 (67.3)                            | 20.3 (68.5)                            | 16.4 (61.5)                            | 9.8 (49.6)                             | 3.3 (37.9)                             | −1.5 (29.3)                            | 7.4 (45.3)                             |
| 最低気温記録 °C （°F）                                  | −14.1 (6.6)                            | −15.4 (4.3)                            | −10.7 (12.7)                           | −5.1 (22.8)                            | −0.8 (30.6)                            | 5.7 (42.3)                             | 11.9 (53.4)                            | 11.6 (52.9)                            | 5.3 (41.5)                             | −0.9 (30.4)                            | −5.3 (22.5)                            | −13.6 (7.5)                            | −15.4 (4.3)                            |
| 降水量 mm （inch）                                      | 80.2 (3.157)                           | 95.9 (3.776)                           | 166.0 (6.535)                          | 186.5 (7.343)                          | 199.3 (7.846)                          | 274.5 (10.807)                         | 399.8 (15.74)                          | 321.2 (12.646)                         | 302.0 (11.89)                          | 183.6 (7.228)                          | 131.3 (5.169)                          | 100.0 (3.937)                          | 2,440.3 (96.075)                       |
| 平均降水日数 （≥1.0 mm）                                | 10.4                                   | 9.1                                    | 11.1                                   | 11.5                                   | 12.1                                   | 14.5                                   | 16.6                                   | 14.8                                   | 12.9                                   | 10.5                                   | 9.5                                    | 11.0                                   | 144.0                                  |
| 平均月間日照時間                                        | 150.2                                  | 161.3                                  | 186.9                                  | 197.5                                  | 196.6                                  | 146.0                                  | 155.5                                  | 185.4                                  | 160.3                                  | 167.3                                  | 158.2                                  | 147.3                                  | 2,025.4                                |
| 出典：気象庁 (平均値：1991年-2020年、極値：1978年-現在) |                                        |                                        |                                        |                                        |                                        |                                        |                                        |                                        |                                        |                                        |                                        |                                        |                                        |

| 下呂市金山（金山地域気象観測所）の気候                       | 下呂市金山（金山地域気象観測所）の気候 | 下呂市金山（金山地域気象観測所）の気候 | 下呂市金山（金山地域気象観測所）の気候 | 下呂市金山（金山地域気象観測所）の気候 | 下呂市金山（金山地域気象観測所）の気候 | 下呂市金山（金山地域気象観測所）の気候 | 下呂市金山（金山地域気象観測所）の気候 | 下呂市金山（金山地域気象観測所）の気候 | 下呂市金山（金山地域気象観測所）の気候 | 下呂市金山（金山地域気象観測所）の気候 | 下呂市金山（金山地域気象観測所）の気候 | 下呂市金山（金山地域気象観測所）の気候 | 下呂市金山（金山地域気象観測所）の気候 |
| 月                                                           | 1月                                    | 2月                                    | 3月                                    | 4月                                    | 5月                                    | 6月                                    | 7月                                    | 8月                                    | 9月                                    | 10月                                   | 11月                                   | 12月                                   | 年                                     |
| ------------------------------------------------------------ | -------------------------------------- | -------------------------------------- | -------------------------------------- | -------------------------------------- | -------------------------------------- | -------------------------------------- | -------------------------------------- | -------------------------------------- | -------------------------------------- | -------------------------------------- | -------------------------------------- | -------------------------------------- | -------------------------------------- |
| 最高気温記録 °C （°F）                                       | 17.4 (63.3)                            | 21.0 (69.8)                            | 25.3 (77.5)                            | 29.7 (85.5)                            | 34.1 (93.4)                            | 37.8 (100)                             | 39.4 (102.9)                           | 41.0 (105.8)                           | 38.3 (100.9)                           | 32.4 (90.3)                            | 25.3 (77.5)                            | 21.5 (70.7)                            | 41.0 (105.8)                           |
| 平均最高気温 °C （°F）                                       | 7.2 (45)                               | 8.7 (47.7)                             | 13.0 (55.4)                            | 18.7 (65.7)                            | 23.6 (74.5)                            | 26.6 (79.9)                            | 30.0 (86)                              | 31.9 (89.4)                            | 27.7 (81.9)                            | 22.0 (71.6)                            | 15.8 (60.4)                            | 9.7 (49.5)                             | 19.6 (67.3)                            |
| 日平均気温 °C （°F）                                         | 1.7 (35.1)                             | 2.4 (36.3)                             | 6.2 (43.2)                             | 11.6 (52.9)                            | 16.8 (62.2)                            | 20.7 (69.3)                            | 24.2 (75.6)                            | 25.5 (77.9)                            | 21.7 (71.1)                            | 15.6 (60.1)                            | 9.3 (48.7)                             | 4.0 (39.2)                             | 13.3 (55.9)                            |
| 平均最低気温 °C （°F）                                       | −2.2 (28)                              | −2.1 (28.2)                            | 0.7 (33.3)                             | 5.5 (41.9)                             | 11.0 (51.8)                            | 16.3 (61.3)                            | 20.2 (68.4)                            | 21.3 (70.3)                            | 17.7 (63.9)                            | 11.3 (52.3)                            | 4.9 (40.8)                             | 0.1 (32.2)                             | 8.7 (47.7)                             |
| 最低気温記録 °C （°F）                                       | −11.3 (11.7)                           | −12.9 (8.8)                            | −9.4 (15.1)                            | −3.2 (26.2)                            | 0.5 (32.9)                             | 6.0 (42.8)                             | 13.5 (56.3)                            | 14.3 (57.7)                            | 7.3 (45.1)                             | 0.3 (32.5)                             | −3.3 (26.1)                            | −7.8 (18)                              | −12.9 (8.8)                            |
| 降水量 mm （inch）                                           | 76.2 (3)                               | 89.6 (3.528)                           | 163.1 (6.421)                          | 186.3 (7.335)                          | 196.8 (7.748)                          | 252.9 (9.957)                          | 352.6 (13.882)                         | 259.0 (10.197)                         | 290.8 (11.449)                         | 174.3 (6.862)                          | 115.8 (4.559)                          | 89.1 (3.508)                           | 2,221.7 (87.469)                       |
| 平均降水日数 （≥1.0 mm）                                     | 9.7                                    | 8.9                                    | 10.5                                   | 11.1                                   | 11.0                                   | 13.6                                   | 15.4                                   | 12.8                                   | 12.6                                   | 10.2                                   | 8.7                                    | 9.9                                    | 134.3                                  |
| 平均月間日照時間                                             | 143.5                                  | 159.6                                  | 187.7                                  | 190.0                                  | 196.5                                  | 151.1                                  | 156.3                                  | 190.1                                  | 152.1                                  | 161.4                                  | 147.8                                  | 141.2                                  | 1,975.8                                |
| 出典：気象庁（平均値：1991年 - 2020年、極値：1978年 - 現在） |                                        |                                        |                                        |                                        |                                        |                                        |                                        |                                        |                                        |                                        |                                        |                                        |                                        |

### 人口
| |                                        |  |
| 下呂市と全国の年齢別人口分布（2005年） | 下呂市の年齢・男女別人口分布（2005年） |  |
| ■紫色 ― 下呂市 ■緑色 ― 日本全国 | ■青色 ― 男性 ■赤色 ― 女性              |  |
| 下呂市（に相当する地域）の人口の推移 \| 1970年（昭和45年） \| 44,254人 \| \| \| 1975年（昭和50年） \| 45,293人 \| \| \| 1980年（昭和55年） \| 42,581人 \| \| \| 1985年（昭和60年） \| 42,147人 \| \| \| 1990年（平成2年） \| 41,576人 \| \| \| 1995年（平成7年） \| 41,029人 \| \| \| 2000年（平成12年） \| 40,102人 \| \| \| 2005年（平成17年） \| 38,494人 \| \| \| 2010年（平成22年） \| 36,314人 \| \| \| 2015年（平成27年） \| 33,585人 \| \| \| 2020年（令和2年） \| 30,428人 \| \| |                                        |  |
| 総務省統計局 国勢調査より |                                        |  |
| 1970年（昭和45年） | 44,254人                               |  |
| 1975年（昭和50年） | 45,293人                               |  |
| 1980年（昭和55年） | 42,581人                               |  |
| 1985年（昭和60年） | 42,147人                               |  |
| 1990年（平成2年） | 41,576人                               |  |
| 1995年（平成7年） | 41,029人                               |  |
| 2000年（平成12年） | 40,102人                               |  |
| 2005年（平成17年） | 38,494人                               |  |
| 2010年（平成22年） | 36,314人                               |  |
| 2015年（平成27年） | 33,585人                               |  |
| 2020年（令和2年） | 30,428人                               |  |

### 隣接自治体
- 北 : 高山市
- 西 : 郡上市
- 南西 : 関市
- 南 : 加茂郡：七宗町、白川町
- 南東 : 中津川市
- 東 : 長野県 木曽郡：木曽町、王滝村

東の木曽町、王滝村以外は、岐阜県。

### 地名・町名
下呂市の地名を参照

## 歴史
下呂市合併以前の歴史・沿革については、益田郡又は4町1村（下呂町、萩原町、金山町、小坂町、馬瀬村）の各項を参照のこと。

### 沿革
平成時代
- 2004年（平成16年）3月1日 - 益田郡の上記4町1村を合併し発足。(これにより、益田郡は消滅。)発足時の人口は約4万人で市役所は旧下呂町にある。市役所の位置は旧萩原町役場と旧下呂町役場で合併協議会にて協議、投票され、旧下呂町役場となった。旧萩原町役場は市役所萩原庁舎、ほか3町村役場は振興事務所となっている。

### 変遷表
| 明治元年               | 明治8年                                    | 明治12年 2月18日 郡区町村 編成法施行 | 明治16年                           | 明治17年                 | 明治22年 7月1日 町村制施行 | 明治23年 12月27日                    | 明治29年 11月20日                    | 明治30年 4月1日               | 明治30年 10月29日                    | 明治31年 3月2日                    | 大正15年 1月1日                    | 昭和28年 4月1日                               | 昭和29年 4月1日     | 昭和30年 3月1日 -4月1日              | 昭和31年 8月25日               | 平成16年 3月1日        | 現在   |
| ---------------------- | ------------------------------------------ | ------------------------------------ | ---------------------------------- | ------------------------ | -------------------------- | ------------------------------------ | ------------------------------------ | ----------------------------- | ------------------------------------ | ---------------------------------- | ---------------------------------- | --------------------------------------------- | ------------------- | ------------------------------------ | ------------------------------ | ---------------------- | ------ |
| 飛騨国 大野郡 山之口村 | 明治8年 1月 筑摩県 大野郡 位山村 の一部    | 岐阜県 大野郡 位山村の一部           | 明治16年 分立 大野郡 山之口村      | 大野郡 山之口村          | 大野郡 山之口村            | 大野郡 山之口村                      | 大野郡 山之口村                      | 大野郡 山之口村               | 大野郡 山之口村                      | 大野郡 山之口村                    | 大野郡 山之口村                    | 大野郡 山之口村                               | 大野郡 山之口村     | 大野郡 山之口村                      | 昭和31年 8月25日 益田郡 萩原町 | 平成16年 3月1日 下呂市 | 下呂市 |
| 飛騨国 大野郡 宮村     | 明治8年 1月 筑摩県 大野郡 位山村 の一部    | 岐阜県 大野郡 位山村の一部           | 明治16年 分立 大野郡 山之口村      | 大野郡 山之口村          | 大野郡 山之口村            | 大野郡 山之口村                      | 大野郡 山之口村                      | 大野郡 山之口村               | 大野郡 山之口村                      | 大野郡 山之口村                    | 大野郡 山之口村                    | 大野郡 山之口村                               | 大野郡 山之口村     | 大野郡 山之口村                      | 昭和31年 8月25日 益田郡 萩原町 | 平成16年 3月1日 下呂市 | 下呂市 |
| 飛騨国 大野郡 阿多粕村 | 明治8年 1月 筑摩県 大野郡 位山村 の一部    | 岐阜県 大野郡 位山村の一部           | 明治16年 分立 大野郡 山之口村      | 大野郡 山之口村          | 大野郡 山之口村            | 大野郡 山之口村                      | 大野郡 山之口村                      | 大野郡 山之口村               | 大野郡 山之口村                      | 大野郡 山之口村                    | 大野郡 山之口村                    | 大野郡 山之口村                               | 大野郡 山之口村     | 大野郡 山之口村                      | 昭和31年 8月25日 益田郡 萩原町 | 平成16年 3月1日 下呂市 | 下呂市 |
| 飛騨国 大野郡 渚村     | 明治8年 1月 筑摩県 大野郡 位山村 の一部    | 岐阜県 大野郡 位山村の一部           | 明治16年 分立 大野郡 山之口村      | 大野郡 山之口村          | 大野郡 山之口村            | 大野郡 山之口村                      | 大野郡 山之口村                      | 大野郡 山之口村               | 大野郡 山之口村                      | 大野郡 山之口村                    | 大野郡 山之口村                    | 大野郡 山之口村                               | 大野郡 山之口村     | 大野郡 山之口村                      | 昭和31年 8月25日 益田郡 萩原町 | 平成16年 3月1日 下呂市 | 下呂市 |
| 飛騨国 大野郡 長淀村   | 明治8年 1月 筑摩県 大野郡 位山村 の一部    | 岐阜県 大野郡 位山村の一部           | 明治16年 分立 大野郡 山之口村      | 大野郡 山之口村          | 大野郡 山之口村            | 大野郡 山之口村                      | 大野郡 山之口村                      | 大野郡 山之口村               | 大野郡 山之口村                      | 大野郡 山之口村                    | 大野郡 山之口村                    | 大野郡 山之口村                               | 大野郡 山之口村     | 大野郡 山之口村                      | 昭和31年 8月25日 益田郡 萩原町 | 平成16年 3月1日 下呂市 | 下呂市 |
| 飛騨国 大野郡 木賊洞村 | 明治8年 1月 筑摩県 大野郡 位山村 の一部    | 岐阜県 大野郡 位山村の一部           | 明治16年 分立 大野郡 山之口村      | 大野郡 山之口村          | 大野郡 山之口村            | 大野郡 山之口村                      | 大野郡 山之口村                      | 大野郡 山之口村               | 大野郡 山之口村                      | 大野郡 山之口村                    | 大野郡 山之口村                    | 大野郡 山之口村                               | 大野郡 山之口村     | 大野郡 山之口村                      | 昭和31年 8月25日 益田郡 萩原町 | 平成16年 3月1日 下呂市 | 下呂市 |
| 飛騨国 大野郡 引下村   | 明治8年 1月 筑摩県 大野郡 位山村 の一部    | 岐阜県 大野郡 位山村の一部           | 明治16年 分立 大野郡 山之口村      | 大野郡 山之口村          | 大野郡 山之口村            | 大野郡 山之口村                      | 大野郡 山之口村                      | 大野郡 山之口村               | 大野郡 山之口村                      | 大野郡 山之口村                    | 大野郡 山之口村                    | 大野郡 山之口村                               | 大野郡 山之口村     | 大野郡 山之口村                      | 昭和31年 8月25日 益田郡 萩原町 | 平成16年 3月1日 下呂市 | 下呂市 |
| 飛騨国 大野郡 小坊村   | 明治8年 1月 筑摩県 大野郡 位山村 の一部    | 岐阜県 大野郡 位山村の一部           | 明治16年 分立 大野郡 山之口村      | 大野郡 山之口村          | 大野郡 山之口村            | 大野郡 山之口村                      | 大野郡 山之口村                      | 大野郡 山之口村               | 大野郡 山之口村                      | 大野郡 山之口村                    | 大野郡 山之口村                    | 大野郡 山之口村                               | 大野郡 山之口村     | 大野郡 山之口村                      | 昭和31年 8月25日 益田郡 萩原町 | 平成16年 3月1日 下呂市 | 下呂市 |
| 飛騨国 大野郡 有道村   | 明治8年 1月 筑摩県 大野郡 位山村 の一部    | 岐阜県 大野郡 位山村の一部           | 明治16年 分立 大野郡 山之口村      | 大野郡 山之口村          | 大野郡 山之口村            | 大野郡 山之口村                      | 大野郡 山之口村                      | 大野郡 山之口村               | 大野郡 山之口村                      | 大野郡 山之口村                    | 大野郡 山之口村                    | 大野郡 山之口村                               | 大野郡 山之口村     | 大野郡 山之口村                      | 昭和31年 8月25日 益田郡 萩原町 | 平成16年 3月1日 下呂市 | 下呂市 |
| 飛騨国 大野郡 無数河村 | 明治8年 1月 筑摩県 大野郡 位山村 の一部    | 岐阜県 大野郡 位山村の一部           | 明治16年 分立 大野郡 山之口村      | 大野郡 山之口村          | 大野郡 山之口村            | 大野郡 山之口村                      | 大野郡 山之口村                      | 大野郡 山之口村               | 大野郡 山之口村                      | 大野郡 山之口村                    | 大野郡 山之口村                    | 大野郡 山之口村                               | 大野郡 山之口村     | 大野郡 山之口村                      | 昭和31年 8月25日 益田郡 萩原町 | 平成16年 3月1日 下呂市 | 下呂市 |
| 飛騨国 大野郡 山梨村   | 明治8年 1月 筑摩県 大野郡 位山村 の一部    | 岐阜県 大野郡 位山村の一部           | 明治16年 分立 大野郡 山之口村      | 大野郡 山之口村          | 大野郡 山之口村            | 大野郡 山之口村                      | 大野郡 山之口村                      | 大野郡 山之口村               | 大野郡 山之口村                      | 大野郡 山之口村                    | 大野郡 山之口村                    | 大野郡 山之口村                               | 大野郡 山之口村     | 大野郡 山之口村                      | 昭和31年 8月25日 益田郡 萩原町 | 平成16年 3月1日 下呂市 | 下呂市 |
| 飛騨国 大野郡 久々野村 | 明治8年 1月 筑摩県 大野郡 位山村 の一部    | 岐阜県 大野郡 位山村の一部           | 明治16年 分立 大野郡 山之口村      | 大野郡 山之口村          | 大野郡 山之口村            | 大野郡 山之口村                      | 大野郡 山之口村                      | 大野郡 山之口村               | 大野郡 山之口村                      | 大野郡 山之口村                    | 大野郡 山之口村                    | 大野郡 山之口村                               | 大野郡 山之口村     | 大野郡 山之口村                      | 昭和31年 8月25日 益田郡 萩原町 | 平成16年 3月1日 下呂市 | 下呂市 |
| 飛騨国 益田郡 上呂村   | 明治8年 1月 筑摩県 益田郡 三郷村           | 岐阜県 益田郡 三郷村                 | 益田郡 三郷村                      | 益田郡 三郷村            | 益田郡 三郷村              | 益田郡 三郷村                        | 益田郡 三郷村                        | 明治30年 4月1日 益田郡 萩原村 | 明治30年 10月29日 町制 益田郡 萩原町 | 益田郡 萩原町                      | 益田郡 萩原町                      | 益田郡 萩原町                                 | 益田郡 萩原町       | 益田郡 萩原町                        | 昭和31年 8月25日 益田郡 萩原町 | 平成16年 3月1日 下呂市 | 下呂市 |
| 飛騨国 益田郡 桜洞村   | 明治8年 1月 筑摩県 益田郡 三郷村           | 岐阜県 益田郡 三郷村                 | 益田郡 三郷村                      | 益田郡 三郷村            | 益田郡 三郷村              | 益田郡 三郷村                        | 益田郡 三郷村                        | 明治30年 4月1日 益田郡 萩原村 | 明治30年 10月29日 町制 益田郡 萩原町 | 益田郡 萩原町                      | 益田郡 萩原町                      | 益田郡 萩原町                                 | 益田郡 萩原町       | 益田郡 萩原町                        | 昭和31年 8月25日 益田郡 萩原町 | 平成16年 3月1日 下呂市 | 下呂市 |
| 飛騨国 益田郡 萩原町村 | 明治8年 1月 筑摩県 益田郡 三郷村           | 岐阜県 益田郡 三郷村                 | 益田郡 三郷村                      | 益田郡 三郷村            | 益田郡 三郷村              | 益田郡 三郷村                        | 益田郡 三郷村                        | 明治30年 4月1日 益田郡 萩原村 | 明治30年 10月29日 町制 益田郡 萩原町 | 益田郡 萩原町                      | 益田郡 萩原町                      | 益田郡 萩原町                                 | 益田郡 萩原町       | 益田郡 萩原町                        | 昭和31年 8月25日 益田郡 萩原町 | 平成16年 3月1日 下呂市 | 下呂市 |
| 飛騨国 益田郡 上村     | 明治8年 1月 筑摩県 益田郡 三郷村           | 岐阜県 益田郡 三郷村                 | 益田郡 三郷村                      | 益田郡 三郷村            | 益田郡 三郷村              | 益田郡 三郷村                        | 益田郡 三郷村                        | 明治30年 4月1日 益田郡 萩原村 | 明治30年 10月29日 町制 益田郡 萩原町 | 益田郡 萩原町                      | 益田郡 萩原町                      | 益田郡 萩原町                                 | 益田郡 萩原町       | 益田郡 萩原町                        | 昭和31年 8月25日 益田郡 萩原町 | 平成16年 3月1日 下呂市 | 下呂市 |
| 飛騨国 益田郡 花池村   | 明治8年 1月 筑摩県 益田郡 三郷村           | 岐阜県 益田郡 三郷村                 | 益田郡 三郷村                      | 益田郡 三郷村            | 益田郡 三郷村              | 益田郡 三郷村                        | 益田郡 三郷村                        | 明治30年 4月1日 益田郡 萩原村 | 明治30年 10月29日 町制 益田郡 萩原町 | 益田郡 萩原町                      | 益田郡 萩原町                      | 益田郡 萩原町                                 | 益田郡 萩原町       | 益田郡 萩原町                        | 昭和31年 8月25日 益田郡 萩原町 | 平成16年 3月1日 下呂市 | 下呂市 |
| 飛騨国 益田郡 中呂村   | 明治8年 1月 筑摩県 益田郡 三郷村           | 岐阜県 益田郡 三郷村                 | 益田郡 三郷村                      | 益田郡 三郷村            | 益田郡 三郷村              | 益田郡 三郷村                        | 益田郡 三郷村                        | 明治30年 4月1日 益田郡 萩原村 | 明治30年 10月29日 町制 益田郡 萩原町 | 益田郡 萩原町                      | 益田郡 萩原町                      | 益田郡 萩原町                                 | 益田郡 萩原町       | 益田郡 萩原町                        | 昭和31年 8月25日 益田郡 萩原町 | 平成16年 3月1日 下呂市 | 下呂市 |
| 飛騨国 益田郡 宮田村   | 明治8年 1月 筑摩県 益田郡 三郷村           | 岐阜県 益田郡 三郷村                 | 明治16年 分立 岐阜県 益田郡 宮田村 | 益田郡 宮田村            | 益田郡 宮田村              | 益田郡 宮田村                        | 益田郡 宮田村                        | 明治30年 4月1日 益田郡 萩原村 | 明治30年 10月29日 町制 益田郡 萩原町 | 益田郡 萩原町                      | 益田郡 萩原町                      | 益田郡 萩原町                                 | 益田郡 萩原町       | 益田郡 萩原町                        | 昭和31年 8月25日 益田郡 萩原町 | 平成16年 3月1日 下呂市 | 下呂市 |
| 飛騨国 益田郡 大ヶ洞村 | 明治8年 1月 筑摩県 益田郡 三郷村           | 岐阜県 益田郡 三郷村                 | 明治16年 分立 岐阜県 益田郡 宮田村 | 益田郡 宮田村            | 益田郡 宮田村              | 益田郡 宮田村                        | 益田郡 宮田村                        | 明治30年 4月1日 益田郡 萩原村 | 明治30年 10月29日 町制 益田郡 萩原町 | 益田郡 萩原町                      | 益田郡 萩原町                      | 益田郡 萩原町                                 | 益田郡 萩原町       | 益田郡 萩原町                        | 昭和31年 8月25日 益田郡 萩原町 | 平成16年 3月1日 下呂市 | 下呂市 |
| 飛騨国 益田郡 奥田洞村 | 明治8年 1月 筑摩県 益田郡 三郷村           | 岐阜県 益田郡 三郷村                 | 明治16年 分立 岐阜県 益田郡 宮田村 | 益田郡 宮田村            | 益田郡 宮田村              | 益田郡 宮田村                        | 益田郡 宮田村                        | 明治30年 4月1日 益田郡 萩原村 | 明治30年 10月29日 町制 益田郡 萩原町 | 益田郡 萩原町                      | 益田郡 萩原町                      | 益田郡 萩原町                                 | 益田郡 萩原町       | 益田郡 萩原町                        | 昭和31年 8月25日 益田郡 萩原町 | 平成16年 3月1日 下呂市 | 下呂市 |
| 飛騨国 益田郡 尾崎村   | 明治8年 1月 筑摩県 益田郡 川西村           | 岐阜県 益田郡 川西村                 | 益田郡 川西村                      | 益田郡 川西村            | 益田郡 川西村              | 益田郡 川西村                        | 益田郡 川西村                        | 益田郡 川西村                 | 益田郡 川西村                        | 益田郡 川西村                      | 益田郡 川西村                      | 益田郡 川西村                                 | 益田郡 川西村       | 益田郡 川西村                        | 昭和31年 8月25日 益田郡 萩原町 | 平成16年 3月1日 下呂市 | 下呂市 |
| 飛騨国 益田郡 四美村   | 明治8年 1月 筑摩県 益田郡 川西村           | 岐阜県 益田郡 川西村                 | 益田郡 川西村                      | 益田郡 川西村            | 益田郡 川西村              | 益田郡 川西村                        | 益田郡 川西村                        | 益田郡 川西村                 | 益田郡 川西村                        | 益田郡 川西村                      | 益田郡 川西村                      | 益田郡 川西村                                 | 益田郡 川西村       | 益田郡 川西村                        | 昭和31年 8月25日 益田郡 萩原町 | 平成16年 3月1日 下呂市 | 下呂市 |
| 飛騨国 益田郡 西上田村 | 明治8年 1月 筑摩県 益田郡 川西村           | 岐阜県 益田郡 川西村                 | 益田郡 川西村                      | 益田郡 川西村            | 益田郡 川西村              | 益田郡 川西村                        | 益田郡 川西村                        | 益田郡 川西村                 | 益田郡 川西村                        | 益田郡 川西村                      | 益田郡 川西村                      | 益田郡 川西村                                 | 益田郡 川西村       | 益田郡 川西村                        | 昭和31年 8月25日 益田郡 萩原町 | 平成16年 3月1日 下呂市 | 下呂市 |
| 飛騨国 益田郡 野上村   | 明治8年 1月 筑摩県 益田郡 川西村           | 岐阜県 益田郡 川西村                 | 益田郡 川西村                      | 益田郡 川西村            | 益田郡 川西村              | 益田郡 川西村                        | 益田郡 川西村                        | 益田郡 川西村                 | 益田郡 川西村                        | 益田郡 川西村                      | 益田郡 川西村                      | 益田郡 川西村                                 | 益田郡 川西村       | 益田郡 川西村                        | 昭和31年 8月25日 益田郡 萩原町 | 平成16年 3月1日 下呂市 | 下呂市 |
| 飛騨国 益田郡 羽根村   | 明治8年 1月 筑摩県 益田郡 川西村           | 岐阜県 益田郡 川西村                 | 益田郡 川西村                      | 益田郡 川西村            | 益田郡 川西村              | 益田郡 川西村                        | 益田郡 川西村                        | 益田郡 川西村                 | 益田郡 川西村                        | 益田郡 川西村                      | 益田郡 川西村                      | 益田郡 川西村                                 | 益田郡 川西村       | 益田郡 川西村                        | 昭和31年 8月25日 益田郡 萩原町 | 平成16年 3月1日 下呂市 | 下呂市 |
| 飛騨国 益田郡 跡津村   | 明治8年 1月 筑摩県 益田郡 川西村           | 岐阜県 益田郡 川西村                 | 益田郡 川西村                      | 益田郡 川西村            | 益田郡 川西村              | 益田郡 川西村                        | 益田郡 川西村                        | 益田郡 川西村                 | 益田郡 川西村                        | 益田郡 川西村                      | 益田郡 川西村                      | 益田郡 川西村                                 | 益田郡 川西村       | 益田郡 川西村                        | 昭和31年 8月25日 益田郡 萩原町 | 平成16年 3月1日 下呂市 | 下呂市 |
| 飛騨国 益田郡 少ヶ野村 | 明治8年 1月 筑摩県 益田郡 川西村           | 岐阜県 益田郡 川西村                 | 益田郡 川西村                      | 筑摩県 益田郡 下呂村     | 岐阜県 益田郡 下呂村       | 益田郡 下呂村                        | 益田郡 下呂村                        | 益田郡 下呂村                 | 益田郡 下呂村                        | 益田郡 下呂村                      | 大正15年 1月1日 町制 益田郡 下呂町 | 益田郡 下呂町                                 | 益田郡 下呂町       | 昭和30年 4月1日 益田郡 下呂町        | 益田郡 下呂町                  | 平成16年 3月1日 下呂市 | 下呂市 |
| 飛騨国 益田郡 三原村   | 明治8年 1月 筑摩県 益田郡 川西村           | 岐阜県 益田郡 川西村                 | 益田郡 川西村                      | 筑摩県 益田郡 下呂村     | 岐阜県 益田郡 下呂村       | 益田郡 下呂村                        | 益田郡 下呂村                        | 益田郡 下呂村                 | 益田郡 下呂村                        | 益田郡 下呂村                      | 大正15年 1月1日 町制 益田郡 下呂町 | 益田郡 下呂町                                 | 益田郡 下呂町       | 昭和30年 4月1日 益田郡 下呂町        | 益田郡 下呂町                  | 平成16年 3月1日 下呂市 | 下呂市 |
| 飛騨国 益田郡 東上田村 | 明治8年 1月 筑摩県 益田郡 三郷村           | 岐阜県 益田郡 三郷村                 | 明治16年 分立 益田郡 下呂村        | 筑摩県 益田郡 下呂村     | 岐阜県 益田郡 下呂村       | 益田郡 下呂村                        | 益田郡 下呂村                        | 益田郡 下呂村                 | 益田郡 下呂村                        | 益田郡 下呂村                      | 大正15年 1月1日 町制 益田郡 下呂町 | 益田郡 下呂町                                 | 益田郡 下呂町       | 昭和30年 4月1日 益田郡 下呂町        | 益田郡 下呂町                  | 平成16年 3月1日 下呂市 | 下呂市 |
| 飛騨国 益田郡 森村     | 明治8年 1月 筑摩県 益田郡 三郷村           | 岐阜県 益田郡 三郷村                 | 明治16年 分立 益田郡 下呂村        | 筑摩県 益田郡 下呂村     | 岐阜県 益田郡 下呂村       | 益田郡 下呂村                        | 益田郡 下呂村                        | 益田郡 下呂村                 | 益田郡 下呂村                        | 益田郡 下呂村                      | 大正15年 1月1日 町制 益田郡 下呂町 | 益田郡 下呂町                                 | 益田郡 下呂町       | 昭和30年 4月1日 益田郡 下呂町        | 益田郡 下呂町                  | 平成16年 3月1日 下呂市 | 下呂市 |
| 飛騨国 益田郡 小川村   | 明治8年 1月 筑摩県 益田郡 三郷村           | 岐阜県 益田郡 三郷村                 | 明治16年 分立 益田郡 下呂村        | 筑摩県 益田郡 下呂村     | 岐阜県 益田郡 下呂村       | 益田郡 下呂村                        | 益田郡 下呂村                        | 益田郡 下呂村                 | 益田郡 下呂村                        | 益田郡 下呂村                      | 大正15年 1月1日 町制 益田郡 下呂町 | 益田郡 下呂町                                 | 益田郡 下呂町       | 昭和30年 4月1日 益田郡 下呂町        | 益田郡 下呂町                  | 平成16年 3月1日 下呂市 | 下呂市 |
| 飛騨国 益田郡 湯之島村 | 明治8年 1月 筑摩県 益田郡 三郷村           | 岐阜県 益田郡 三郷村                 | 明治16年 分立 益田郡 下呂村        | 筑摩県 益田郡 下呂村     | 岐阜県 益田郡 下呂村       | 益田郡 下呂村                        | 益田郡 下呂村                        | 益田郡 下呂村                 | 益田郡 下呂村                        | 益田郡 下呂村                      | 大正15年 1月1日 町制 益田郡 下呂町 | 益田郡 下呂町                                 | 益田郡 下呂町       | 昭和30年 4月1日 益田郡 下呂町        | 益田郡 下呂町                  | 平成16年 3月1日 下呂市 | 下呂市 |
| 飛騨国 益田郡 乗政村   | 明治8年 1月 筑摩県 益田郡 三郷村           | 岐阜県 益田郡 三郷村                 | 明治16年 分立 益田郡 竹原村        | 益田郡 竹原村            | 益田郡 竹原村              | 益田郡 竹原村                        | 益田郡 竹原村                        | 益田郡 竹原村                 | 益田郡 竹原村                        | 益田郡 竹原村                      | 益田郡 竹原村                      | 益田郡 竹原村                                 | 益田郡 竹原村       | 昭和30年 4月1日 益田郡 下呂町        | 益田郡 下呂町                  | 平成16年 3月1日 下呂市 | 下呂市 |
| 飛騨国 益田郡 宮地村   | 明治8年 1月 筑摩県 益田郡 三郷村           | 岐阜県 益田郡 三郷村                 | 明治16年 分立 益田郡 竹原村        | 益田郡 竹原村            | 益田郡 竹原村              | 益田郡 竹原村                        | 益田郡 竹原村                        | 益田郡 竹原村                 | 益田郡 竹原村                        | 益田郡 竹原村                      | 益田郡 竹原村                      | 益田郡 竹原村                                 | 益田郡 竹原村       | 昭和30年 4月1日 益田郡 下呂町        | 益田郡 下呂町                  | 平成16年 3月1日 下呂市 | 下呂市 |
| 飛騨国 益田郡 野尻村   | 明治8年 1月 筑摩県 益田郡 三郷村           | 岐阜県 益田郡 三郷村                 | 明治16年 分立 益田郡 竹原村        | 益田郡 竹原村            | 益田郡 竹原村              | 益田郡 竹原村                        | 益田郡 竹原村                        | 益田郡 竹原村                 | 益田郡 竹原村                        | 益田郡 竹原村                      | 益田郡 竹原村                      | 益田郡 竹原村                                 | 益田郡 竹原村       | 昭和30年 4月1日 益田郡 下呂町        | 益田郡 下呂町                  | 平成16年 3月1日 下呂市 | 下呂市 |
| 飛騨国 益田郡 御厩野村 | 明治8年 1月 筑摩県 益田郡 三郷村           | 岐阜県 益田郡 三郷村                 | 明治16年 分立 益田郡 竹原村        | 益田郡 竹原村            | 益田郡 竹原村              | 益田郡 竹原村                        | 益田郡 竹原村                        | 益田郡 竹原村                 | 益田郡 竹原村                        | 益田郡 竹原村                      | 益田郡 竹原村                      | 益田郡 竹原村                                 | 益田郡 竹原村       | 昭和30年 4月1日 益田郡 下呂町        | 益田郡 下呂町                  | 平成16年 3月1日 下呂市 | 下呂市 |
| 飛騨国 益田郡 夏焼村   | 明治8年 1月 筑摩県 益田郡 下原村           | 益田郡 下原村                        | 明治16年 分立 益田郡 上原村        | 益田郡 上原村            | 益田郡 上原村              | 益田郡 上原村                        | 益田郡 上原村                        | 益田郡 上原村                 | 益田郡 上原村                        | 益田郡 上原村                      | 益田郡 上原村                      | 益田郡 上原村                                 | 益田郡 上原村       | 昭和30年 4月1日 益田郡 下呂町        | 益田郡 下呂町                  | 平成16年 3月1日 下呂市 | 下呂市 |
| 飛騨国 益田郡 田口村   | 明治8年 1月 筑摩県 益田郡 下原村           | 益田郡 下原村                        | 明治16年 分立 益田郡 上原村        | 益田郡 上原村            | 益田郡 上原村              | 益田郡 上原村                        | 益田郡 上原村                        | 益田郡 上原村                 | 益田郡 上原村                        | 益田郡 上原村                      | 益田郡 上原村                      | 益田郡 上原村                                 | 益田郡 上原村       | 昭和30年 4月1日 益田郡 下呂町        | 益田郡 下呂町                  | 平成16年 3月1日 下呂市 | 下呂市 |
| 飛騨国 益田郡 蛇之尾村 | 明治8年 1月 筑摩県 益田郡 下原村           | 益田郡 下原村                        | 明治16年 分立 益田郡 上原村        | 益田郡 上原村            | 益田郡 上原村              | 益田郡 上原村                        | 益田郡 上原村                        | 益田郡 上原村                 | 益田郡 上原村                        | 益田郡 上原村                      | 益田郡 上原村                      | 益田郡 上原村                                 | 益田郡 上原村       | 昭和30年 4月1日 益田郡 下呂町        | 益田郡 下呂町                  | 平成16年 3月1日 下呂市 | 下呂市 |
| 飛騨国 益田郡 門和佐村 | 明治8年 1月 筑摩県 益田郡 下原村           | 益田郡 下原村                        | 明治16年 分立 益田郡 上原村        | 益田郡 上原村            | 益田郡 上原村              | 益田郡 上原村                        | 益田郡 上原村                        | 益田郡 上原村                 | 益田郡 上原村                        | 益田郡 上原村                      | 益田郡 上原村                      | 益田郡 上原村                                 | 益田郡 上原村       | 昭和30年 4月1日 益田郡 下呂町        | 益田郡 下呂町                  | 平成16年 3月1日 下呂市 | 下呂市 |
| 飛騨国 益田郡 久野川村 | 明治8年 1月 筑摩県 益田郡 下原村           | 益田郡 下原村                        | 明治16年 分立 益田郡 上原村        | 益田郡 上原村            | 益田郡 上原村              | 益田郡 上原村                        | 益田郡 上原村                        | 益田郡 上原村                 | 益田郡 上原村                        | 益田郡 上原村                      | 益田郡 上原村                      | 益田郡 上原村                                 | 益田郡 上原村       | 昭和30年 4月1日 益田郡 下呂町        | 益田郡 下呂町                  | 平成16年 3月1日 下呂市 | 下呂市 |
| 飛騨国 益田郡 門原村   | 明治8年 1月 筑摩県 益田郡 下原村           | 益田郡 下原村                        | 明治16年 分立 益田郡 中原村        | 益田郡 中原村            | 益田郡 中原村              | 益田郡 中原村                        | 益田郡 中原村                        | 益田郡 中原村                 | 益田郡 中原村                        | 益田郡 中原村                      | 益田郡 中原村                      | 益田郡 中原村                                 | 益田郡 中原村       | 昭和30年 4月1日 益田郡 下呂町        | 益田郡 下呂町                  | 平成16年 3月1日 下呂市 | 下呂市 |
| 飛騨国 益田郡 保井戸村 | 明治8年 1月 筑摩県 益田郡 下原村           | 益田郡 下原村                        | 明治16年 分立 益田郡 中原村        | 益田郡 中原村            | 益田郡 中原村              | 益田郡 中原村                        | 益田郡 中原村                        | 益田郡 中原村                 | 益田郡 中原村                        | 益田郡 中原村                      | 益田郡 中原村                      | 益田郡 中原村                                 | 益田郡 中原村       | 昭和30年 4月1日 益田郡 下呂町        | 益田郡 下呂町                  | 平成16年 3月1日 下呂市 | 下呂市 |
| 飛騨国 益田郡 瀬戸村   | 明治8年 1月 筑摩県 益田郡 下原村           | 益田郡 下原村                        | 明治16年 分立 益田郡 中原村        | 益田郡 中原村            | 益田郡 中原村              | 益田郡 中原村                        | 益田郡 中原村                        | 益田郡 中原村                 | 益田郡 中原村                        | 益田郡 中原村                      | 益田郡 中原村                      | 益田郡 中原村                                 | 益田郡 中原村       | 昭和30年 4月1日 益田郡 下呂町        | 益田郡 下呂町                  | 平成16年 3月1日 下呂市 | 下呂市 |
| 飛騨国 益田郡 三ツ淵村 | 明治8年 1月 筑摩県 益田郡 下原村           | 益田郡 下原村                        | 明治16年 分立 益田郡 中原村        | 益田郡 中原村            | 益田郡 中原村              | 益田郡 中原村                        | 益田郡 中原村                        | 益田郡 中原村                 | 益田郡 中原村                        | 益田郡 中原村                      | 益田郡 中原村                      | 益田郡 中原村                                 | 益田郡 中原村       | 昭和30年 4月1日 益田郡 下呂町        | 益田郡 下呂町                  | 平成16年 3月1日 下呂市 | 下呂市 |
| 飛騨国 益田郡 和佐村   | 明治8年 1月 筑摩県 益田郡 下原村           | 益田郡 下原村                        | 明治16年 分立 益田郡 中原村        | 益田郡 中原村            | 益田郡 中原村              | 益田郡 中原村                        | 益田郡 中原村                        | 益田郡 中原村                 | 益田郡 中原村                        | 益田郡 中原村                      | 益田郡 中原村                      | 益田郡 中原村                                 | 益田郡 中原村       | 昭和30年 4月1日 益田郡 下呂町        | 益田郡 下呂町                  | 平成16年 3月1日 下呂市 | 下呂市 |
| 飛騨国 益田郡 火打村   | 明治8年 1月 筑摩県 益田郡 下原村           | 益田郡 下原村                        | 明治16年 分立 益田郡 中原村        | 益田郡 中原村            | 益田郡 中原村              | 益田郡 中原村                        | 益田郡 中原村                        | 益田郡 中原村                 | 益田郡 中原村                        | 益田郡 中原村                      | 益田郡 中原村                      | 益田郡 中原村                                 | 益田郡 中原村       | 昭和30年 4月1日 益田郡 下呂町        | 益田郡 下呂町                  | 平成16年 3月1日 下呂市 | 下呂市 |
| 飛騨国 益田郡 中切村   | 明治8年 1月 筑摩県 益田郡 下原村           | 益田郡 下原村                        | 筑摩県 益田郡 下原村               | 岐阜県 益田郡 下原村     | 益田郡 下原村              | 益田郡 下原村                        | 益田郡 下原村                        | 益田郡 下原村                 | 益田郡 下原村                        | 益田郡 下原村                      | 益田郡 下原村                      | 益田郡 下原村                                 | 益田郡 下原村       | 昭和30年 3月1日 益田郡 金山町        | 益田郡 金山町                  | 平成16年 3月1日 下呂市 | 下呂市 |
| 飛騨国 益田郡 福来村   | 明治8年 1月 筑摩県 益田郡 下原村           | 益田郡 下原村                        | 筑摩県 益田郡 下原村               | 岐阜県 益田郡 下原村     | 益田郡 下原村              | 益田郡 下原村                        | 益田郡 下原村                        | 益田郡 下原村                 | 益田郡 下原村                        | 益田郡 下原村                      | 益田郡 下原村                      | 益田郡 下原村                                 | 益田郡 下原村       | 昭和30年 3月1日 益田郡 金山町        | 益田郡 金山町                  | 平成16年 3月1日 下呂市 | 下呂市 |
| 飛騨国 益田郡 中津原村 | 明治8年 1月 筑摩県 益田郡 下原村           | 益田郡 下原村                        | 筑摩県 益田郡 下原村               | 岐阜県 益田郡 下原村     | 益田郡 下原村              | 益田郡 下原村                        | 益田郡 下原村                        | 益田郡 下原村                 | 益田郡 下原村                        | 益田郡 下原村                      | 益田郡 下原村                      | 益田郡 下原村                                 | 益田郡 下原村       | 昭和30年 3月1日 益田郡 金山町        | 益田郡 金山町                  | 平成16年 3月1日 下呂市 | 下呂市 |
| 飛騨国 益田郡 大船渡村 | 明治8年 1月 筑摩県 益田郡 下原村           | 益田郡 下原村                        | 筑摩県 益田郡 下原村               | 岐阜県 益田郡 下原村     | 益田郡 下原村              | 益田郡 下原村                        | 益田郡 下原村                        | 益田郡 下原村                 | 益田郡 下原村                        | 益田郡 下原村                      | 益田郡 下原村                      | 益田郡 下原村                                 | 益田郡 下原村       | 昭和30年 3月1日 益田郡 金山町        | 益田郡 金山町                  | 平成16年 3月1日 下呂市 | 下呂市 |
| 飛騨国 益田郡 下原町村 | 明治8年 1月 筑摩県 益田郡 下原村           | 益田郡 下原村                        | 筑摩県 益田郡 下原村               | 岐阜県 益田郡 下原村     | 益田郡 下原村              | 益田郡 下原村                        | 益田郡 下原村                        | 益田郡 下原村                 | 益田郡 下原村                        | 益田郡 下原村                      | 益田郡 下原村                      | 益田郡 下原村                                 | 益田郡 下原村       | 昭和30年 3月1日 益田郡 金山町        | 益田郡 金山町                  | 平成16年 3月1日 下呂市 | 下呂市 |
| 飛騨国 益田郡 渡村     | 明治8年 1月 筑摩県 益田郡 下原村           | 益田郡 下原村                        | 筑摩県 益田郡 下原村               | 岐阜県 益田郡 下原村     | 益田郡 下原村              | 益田郡 下原村                        | 益田郡 下原村                        | 益田郡 下原村                 | 益田郡 下原村                        | 益田郡 下原村                      | 益田郡 下原村                      | 益田郡 下原村                                 | 益田郡 下原村       | 昭和30年 3月1日 益田郡 金山町        | 益田郡 金山町                  | 平成16年 3月1日 下呂市 | 下呂市 |
| 美濃国 武儀郡 金山村   | 岐阜県 武儀郡 金山村                       | 武儀郡 金山村                        | 武儀郡 金山村                      | 武儀郡 金山村            | 武儀郡 金山村              | 明治23年 12月27日 町制 武儀郡 金山町 | 武儀郡 金山町                        | 武儀郡 金山町                 | 武儀郡 金山町                        | 武儀郡 金山町                      | 武儀郡 金山町                      | 武儀郡 金山町                                 | 武儀郡 金山町       | 昭和30年 3月1日 益田郡 金山町        | 益田郡 金山町                  | 平成16年 3月1日 下呂市 | 下呂市 |
| 美濃国 郡上郡 笹洞村   | 岐阜県 郡上郡 沙田村                       | 郡上郡 沙田村                        | 郡上郡 沙田村                      | 郡上郡 沙田村            | 郡上郡 沙田村              | 明治23年 12月17日 改称 郡上郡 菅田村 | 明治29年 11月20日 町制 郡上郡 菅田町 | 郡上郡 菅田町                 | 郡上郡 菅田町                        | 郡上郡 菅田町                      | 郡上郡 菅田町                      | 郡上郡 菅田町                                 | 郡上郡 菅田町       | 昭和30年 3月1日 益田郡 金山町        | 益田郡 金山町                  | 平成16年 3月1日 下呂市 | 下呂市 |
| 美濃国 郡上郡 桐洞村   | 岐阜県 郡上郡 沙田村                       | 郡上郡 沙田村                        | 郡上郡 沙田村                      | 郡上郡 沙田村            | 郡上郡 沙田村              | 明治23年 12月17日 改称 郡上郡 菅田村 | 明治29年 11月20日 町制 郡上郡 菅田町 | 郡上郡 菅田町                 | 郡上郡 菅田町                        | 郡上郡 菅田町                      | 郡上郡 菅田町                      | 郡上郡 菅田町                                 | 郡上郡 菅田町       | 昭和30年 3月1日 益田郡 金山町        | 益田郡 金山町                  | 平成16年 3月1日 下呂市 | 下呂市 |
| 美濃国 郡上郡 弓掛村   | 岐阜県 郡上郡 弓掛村                       | 郡上郡 弓掛村                        | 郡上郡 弓掛村                      | 郡上郡 弓掛村            | 郡上郡 弓掛村              | 郡上郡 弓掛村                        | 郡上郡 弓掛村                        | 明治30年 4月1日 郡上郡 東村   | 郡上郡 東村                          | 郡上郡 東村                        | 郡上郡 東村                        | 郡上郡 東村                                   | 郡上郡 東村         | 昭和30年 3月1日 益田郡 金山町        | 益田郡 金山町                  | 平成16年 3月1日 下呂市 | 下呂市 |
| 美濃国 郡上郡 卯野原村 | 岐阜県 郡上郡 卯野原村                     | 郡上郡 卯野原村                      | 郡上郡 卯野原村                    | 郡上郡 卯野原村          | 郡上郡 卯野原村            | 郡上郡 卯野原村                      | 郡上郡 卯野原村                      | 明治30年 4月1日 郡上郡 東村   | 郡上郡 東村                          | 郡上郡 東村                        | 郡上郡 東村                        | 郡上郡 東村                                   | 郡上郡 東村         | 昭和30年 3月1日 益田郡 金山町        | 益田郡 金山町                  | 平成16年 3月1日 下呂市 | 下呂市 |
| 美濃国 郡上郡 乙原村   | 岐阜県 郡上郡 乙原村                       | 郡上郡 乙原村                        | 郡上郡 乙原村                      | 郡上郡 乙原村            | 郡上郡 乙原村              | 郡上郡 乙原村                        | 郡上郡 乙原村                        | 明治30年 4月1日 郡上郡 東村   | 郡上郡 東村                          | 郡上郡 東村                        | 郡上郡 東村                        | 郡上郡 東村                                   | 郡上郡 東村         | 昭和30年 3月1日 益田郡 金山町        | 益田郡 金山町                  | 平成16年 3月1日 下呂市 | 下呂市 |
| 美濃国 郡上郡 祖師野村 | 岐阜県 郡上郡 祖師野村                     | 郡上郡 祖師野村                      | 郡上郡 祖師野村                    | 郡上郡 祖師野村          | 郡上郡 祖師野村            | 郡上郡 祖師野村                      | 郡上郡 祖師野村                      | 明治30年 4月1日 郡上郡 東村   | 郡上郡 東村                          | 郡上郡 東村                        | 郡上郡 東村                        | 郡上郡 東村                                   | 郡上郡 東村         | 昭和30年 3月1日 益田郡 金山町        | 益田郡 金山町                  | 平成16年 3月1日 下呂市 | 下呂市 |
| 美濃国 郡上郡 沓部村   | 明治初年 分立 郡上郡 東沓部村              | 岐阜県 郡上郡 東沓部村               | 郡上郡 東沓部村                    | 郡上郡 東沓部村          | 郡上郡 東沓部村            | 郡上郡 東沓部村                      | 郡上郡 東沓部村                      | 明治30年 4月1日 郡上郡 東村   | 郡上郡 東村                          | 郡上郡 東村                        | 郡上郡 東村                        | 郡上郡 東村                                   | 郡上郡 東村         | 昭和30年 3月1日 益田郡 金山町        | 益田郡 金山町                  | 平成16年 3月1日 下呂市 | 下呂市 |
| 美濃国 郡上郡 沓部村   | 明治初年 改称 美濃国 郡上郡 西沓部村       | 明治8年 1月 岐阜県 郡上郡 戸部村     | 郡上郡 戸部村                      | 郡上郡 戸部村            | 郡上郡 戸部村              | 郡上郡 戸部村                        | 郡上郡 戸部村                        | 明治30年 4月1日 郡上郡 東村   | 郡上郡 東村                          | 郡上郡 東村                        | 郡上郡 東村                        | 郡上郡 東村                                   | 郡上郡 東村         | 昭和30年 3月1日 益田郡 金山町        | 益田郡 金山町                  | 平成16年 3月1日 下呂市 | 下呂市 |
| 美濃国 郡上郡 戸川村   | 岐阜県 郡上郡 戸川村                       | 明治8年 1月 岐阜県 郡上郡 戸部村     | 郡上郡 戸部村                      | 郡上郡 戸部村            | 郡上郡 戸部村              | 郡上郡 戸部村                        | 郡上郡 戸部村                        | 明治30年 4月1日 郡上郡 東村   | 郡上郡 東村                          | 郡上郡 東村                        | 郡上郡 東村                        | 郡上郡 東村                                   | 郡上郡 東村         | 昭和30年 3月1日 益田郡 金山町        | 益田郡 金山町                  | 平成16年 3月1日 下呂市 | 下呂市 |
| 美濃国 郡上郡 広瀬村   | 明治8年 1月 岐阜県 郡上郡 岩瀬村           | 郡上郡 岩瀬村                        | 郡上郡 岩瀬村                      | 郡上郡 岩瀬村            | 郡上郡 岩瀬村              | 郡上郡 岩瀬村                        | 郡上郡 岩瀬村                        | 明治30年 4月1日 郡上郡 東村   | 郡上郡 東村                          | 郡上郡 東村                        | 郡上郡 東村                        | 郡上郡 東村                                   | 郡上郡 東村         | 昭和30年 3月1日 益田郡 金山町        | 益田郡 金山町                  | 平成16年 3月1日 下呂市 | 下呂市 |
| 美濃国 郡上郡 中原村   | 岐阜県 郡上郡 中原村                       | 郡上郡 中原村                        | 郡上郡 中原村                      | 郡上郡 中原村            | 郡上郡 中原村              | 郡上郡 中原村                        | 郡上郡 中原村                        | 明治30年 4月1日 郡上郡 東村   | 郡上郡 東村                          | 郡上郡 東村                        | 郡上郡 東村                        | 郡上郡 東村                                   | 郡上郡 東村         | 昭和30年 3月1日 益田郡 金山町        | 益田郡 金山町                  | 平成16年 3月1日 下呂市 | 下呂市 |
| 美濃国 郡上郡 相原村   | 岐阜県 郡上郡 相原村                       | 郡上郡 相原村                        | 郡上郡 相原村                      | 郡上郡 相原村            | 郡上郡 相原村              | 郡上郡 相原村                        | 郡上郡 相原村                        | 明治30年 4月1日 郡上郡 東村   | 郡上郡 東村                          | 郡上郡 東村                        | 郡上郡 東村                        | 郡上郡 東村                                   | 郡上郡 東村         | 昭和30年 3月1日 益田郡 金山町        | 益田郡 金山町                  | 平成16年 3月1日 下呂市 | 下呂市 |
| 美濃国 郡上郡 八坂村   | 岐阜県 郡上郡 八坂村                       | 郡上郡 八坂村                        | 郡上郡 八坂村                      | 郡上郡 八坂村            | 郡上郡 八坂村              | 郡上郡 八坂村                        | 郡上郡 八坂村                        | 明治30年 4月1日 郡上郡 東村   | 郡上郡 東村                          | 郡上郡 東村                        | 郡上郡 東村                        | 郡上郡 東村                                   | 郡上郡 東村         | 昭和30年 3月1日 益田郡 金山町        | 益田郡 金山町                  | 平成16年 3月1日 下呂市 | 下呂市 |
| 美濃国 郡上郡 岩屋村   | 岐阜県 郡上郡 岩屋村                       | 郡上郡 岩屋村                        | 郡上郡 岩屋村                      | 郡上郡 岩屋村            | 郡上郡 岩屋村              | 郡上郡 岩屋村                        | 郡上郡 岩屋村                        | 明治30年 4月1日 郡上郡 東村   | 郡上郡 東村                          | 郡上郡 東村                        | 郡上郡 東村                        | 郡上郡 東村                                   | 郡上郡 東村         | 昭和30年 3月1日 益田郡 金山町        | 益田郡 金山町                  | 平成16年 3月1日 下呂市 | 下呂市 |
| 美濃国 加茂郡 田島村   | 明治8年 1月1月 岐阜県 加茂郡 白山村 の一部 | 加茂郡 西白川村 の一部               | 加茂郡 西白川村 の一部             | 加茂郡 西白川村 の一部   | 加茂郡 西白川村 の一部     | 加茂郡 西白川村 の一部               | 加茂郡 西白川村 の一部               | 加茂郡 西白川村 の一部        | 加茂郡 西白川村 の一部               | 加茂郡 西白川村 の一部             | 加茂郡 西白川村 の一部             | 昭和28年 4月1日 町制改称 加茂郡 白川町 の一部 | 加茂郡 白川町の一部 | 昭和30年 4月1日 益田郡 金山町 に編入 | 益田郡 金山町                  | 平成16年 3月1日 下呂市 | 下呂市 |
| 飛騨国 益田郡 門坂村   | 明治8年 1月 筑摩県 益田郡 小坂村           | 益田郡 小坂村                        | 益田郡 小坂村                      | 益田郡 小坂村            | 益田郡 小坂村              | 益田郡 小坂村                        | 益田郡 小坂村                        | 益田郡 小坂村                 | 益田郡 小坂村                        | 明治31年 3月2日 町制 益田郡 小坂町 | 益田郡 小坂町                      | 益田郡 小坂町                                 | 益田郡 小坂町       | 益田郡 小坂町                        | 益田郡 小坂町                  | 平成16年 3月1日 下呂市 | 下呂市 |
| 飛騨国 益田郡 岩崎村   | 明治8年 1月 筑摩県 益田郡 小坂村           | 益田郡 小坂村                        | 益田郡 小坂村                      | 益田郡 小坂村            | 益田郡 小坂村              | 益田郡 小坂村                        | 益田郡 小坂村                        | 益田郡 小坂村                 | 益田郡 小坂村                        | 明治31年 3月2日 町制 益田郡 小坂町 | 益田郡 小坂町                      | 益田郡 小坂町                                 | 益田郡 小坂町       | 益田郡 小坂町                        | 益田郡 小坂町                  | 平成16年 3月1日 下呂市 | 下呂市 |
| 飛騨国 益田郡 無数原村 | 明治8年 1月 筑摩県 益田郡 小坂村           | 益田郡 小坂村                        | 益田郡 小坂村                      | 益田郡 小坂村            | 益田郡 小坂村              | 益田郡 小坂村                        | 益田郡 小坂村                        | 益田郡 小坂村                 | 益田郡 小坂村                        | 明治31年 3月2日 町制 益田郡 小坂町 | 益田郡 小坂町                      | 益田郡 小坂町                                 | 益田郡 小坂町       | 益田郡 小坂町                        | 益田郡 小坂町                  | 平成16年 3月1日 下呂市 | 下呂市 |
| 飛騨国 益田郡 小坂町村 | 明治8年 1月 筑摩県 益田郡 小坂村           | 益田郡 小坂村                        | 益田郡 小坂村                      | 益田郡 小坂村            | 益田郡 小坂村              | 益田郡 小坂村                        | 益田郡 小坂村                        | 益田郡 小坂村                 | 益田郡 小坂村                        | 明治31年 3月2日 町制 益田郡 小坂町 | 益田郡 小坂町                      | 益田郡 小坂町                                 | 益田郡 小坂町       | 益田郡 小坂町                        | 益田郡 小坂町                  | 平成16年 3月1日 下呂市 | 下呂市 |
| 飛騨国 益田郡 大島村   | 明治8年 1月 筑摩県 益田郡 小坂村           | 益田郡 小坂村                        | 益田郡 小坂村                      | 益田郡 小坂村            | 益田郡 小坂村              | 益田郡 小坂村                        | 益田郡 小坂村                        | 益田郡 小坂村                 | 益田郡 小坂村                        | 明治31年 3月2日 町制 益田郡 小坂町 | 益田郡 小坂町                      | 益田郡 小坂町                                 | 益田郡 小坂町       | 益田郡 小坂町                        | 益田郡 小坂町                  | 平成16年 3月1日 下呂市 | 下呂市 |
| 飛騨国 益田郡 坂下村   | 明治8年 1月 筑摩県 益田郡 小坂村           | 益田郡 小坂村                        | 益田郡 小坂村                      | 益田郡 小坂村            | 益田郡 小坂村              | 益田郡 小坂村                        | 益田郡 小坂村                        | 益田郡 小坂村                 | 益田郡 小坂村                        | 明治31年 3月2日 町制 益田郡 小坂町 | 益田郡 小坂町                      | 益田郡 小坂町                                 | 益田郡 小坂町       | 益田郡 小坂町                        | 益田郡 小坂町                  | 平成16年 3月1日 下呂市 | 下呂市 |
| 飛騨国 益田郡 長瀬村   | 明治8年 1月 筑摩県 益田郡 小坂村           | 益田郡 小坂村                        | 益田郡 小坂村                      | 益田郡 小坂村            | 益田郡 小坂村              | 益田郡 小坂村                        | 益田郡 小坂村                        | 益田郡 小坂村                 | 益田郡 小坂村                        | 明治31年 3月2日 町制 益田郡 小坂町 | 益田郡 小坂町                      | 益田郡 小坂町                                 | 益田郡 小坂町       | 益田郡 小坂町                        | 益田郡 小坂町                  | 平成16年 3月1日 下呂市 | 下呂市 |
| 飛騨国 益田郡 赤沼田村 | 明治8年 1月 筑摩県 益田郡 小坂村           | 益田郡 小坂村                        | 益田郡 小坂村                      | 益田郡 小坂村            | 益田郡 小坂村              | 益田郡 小坂村                        | 益田郡 小坂村                        | 益田郡 小坂村                 | 益田郡 小坂村                        | 明治31年 3月2日 町制 益田郡 小坂町 | 益田郡 小坂町                      | 益田郡 小坂町                                 | 益田郡 小坂町       | 益田郡 小坂町                        | 益田郡 小坂町                  | 平成16年 3月1日 下呂市 | 下呂市 |
| 飛騨国 益田郡 落合村   | 明治8年 1月 筑摩県 益田郡 小坂村           | 益田郡 小坂村                        | 益田郡 小坂村                      | 益田郡 小坂村            | 益田郡 小坂村              | 益田郡 小坂村                        | 益田郡 小坂村                        | 益田郡 小坂村                 | 益田郡 小坂村                        | 明治31年 3月2日 町制 益田郡 小坂町 | 益田郡 小坂町                      | 益田郡 小坂町                                 | 益田郡 小坂町       | 益田郡 小坂町                        | 益田郡 小坂町                  | 平成16年 3月1日 下呂市 | 下呂市 |
| 飛騨国 益田郡 大洞村   | 明治8年 1月 筑摩県 益田郡 小坂村           | 益田郡 小坂村                        | 益田郡 小坂村                      | 益田郡 小坂村            | 益田郡 小坂村              | 益田郡 小坂村                        | 益田郡 小坂村                        | 益田郡 小坂村                 | 益田郡 小坂村                        | 明治31年 3月2日 町制 益田郡 小坂町 | 益田郡 小坂町                      | 益田郡 小坂町                                 | 益田郡 小坂町       | 益田郡 小坂町                        | 益田郡 小坂町                  | 平成16年 3月1日 下呂市 | 下呂市 |
| 飛騨国 益田郡 湯屋村   | 明治8年 1月 筑摩県 益田郡 小坂村           | 益田郡 小坂村                        | 益田郡 小坂村                      | 益田郡 小坂村            | 益田郡 小坂村              | 益田郡 小坂村                        | 益田郡 小坂村                        | 益田郡 小坂村                 | 益田郡 小坂村                        | 明治31年 3月2日 町制 益田郡 小坂町 | 益田郡 小坂町                      | 益田郡 小坂町                                 | 益田郡 小坂町       | 益田郡 小坂町                        | 益田郡 小坂町                  | 平成16年 3月1日 下呂市 | 下呂市 |
| 飛騨国 益田郡 川上村   | 明治8年 1月 筑摩県 益田郡 馬瀬村           | 益田郡 馬瀬村                        | 益田郡 馬瀬村                      | 明治17年 益田郡 上馬瀬村 | 益田郡 馬瀬村              | 益田郡 馬瀬村                        | 益田郡 馬瀬村                        | 益田郡 馬瀬村                 | 益田郡 馬瀬村                        | 益田郡 馬瀬村                      | 益田郡 馬瀬村                      | 益田郡 馬瀬村                                 | 益田郡 馬瀬村       | 益田郡 馬瀬村                        | 益田郡 馬瀬村                  | 平成16年 3月1日 下呂市 | 下呂市 |
| 飛騨国 益田郡 黒石村   | 明治8年 1月 筑摩県 益田郡 馬瀬村           | 益田郡 馬瀬村                        | 益田郡 馬瀬村                      | 明治17年 益田郡 上馬瀬村 | 益田郡 馬瀬村              | 益田郡 馬瀬村                        | 益田郡 馬瀬村                        | 益田郡 馬瀬村                 | 益田郡 馬瀬村                        | 益田郡 馬瀬村                      | 益田郡 馬瀬村                      | 益田郡 馬瀬村                                 | 益田郡 馬瀬村       | 益田郡 馬瀬村                        | 益田郡 馬瀬村                  | 平成16年 3月1日 下呂市 | 下呂市 |
| 飛騨国 益田郡 数河村   | 明治8年 1月 筑摩県 益田郡 馬瀬村           | 益田郡 馬瀬村                        | 益田郡 馬瀬村                      | 明治17年 益田郡 上馬瀬村 | 益田郡 馬瀬村              | 益田郡 馬瀬村                        | 益田郡 馬瀬村                        | 益田郡 馬瀬村                 | 益田郡 馬瀬村                        | 益田郡 馬瀬村                      | 益田郡 馬瀬村                      | 益田郡 馬瀬村                                 | 益田郡 馬瀬村       | 益田郡 馬瀬村                        | 益田郡 馬瀬村                  | 平成16年 3月1日 下呂市 | 下呂市 |
| 飛騨国 益田郡 中切村   | 明治8年 1月 筑摩県 益田郡 馬瀬村           | 益田郡 馬瀬村                        | 益田郡 馬瀬村                      | 明治17年 益田郡 上馬瀬村 | 益田郡 馬瀬村              | 益田郡 馬瀬村                        | 益田郡 馬瀬村                        | 益田郡 馬瀬村                 | 益田郡 馬瀬村                        | 益田郡 馬瀬村                      | 益田郡 馬瀬村                      | 益田郡 馬瀬村                                 | 益田郡 馬瀬村       | 益田郡 馬瀬村                        | 益田郡 馬瀬村                  | 平成16年 3月1日 下呂市 | 下呂市 |
| 飛騨国 益田郡 堀之内村 | 明治8年 1月 筑摩県 益田郡 馬瀬村           | 益田郡 馬瀬村                        | 益田郡 馬瀬村                      | 明治17年 益田郡 上馬瀬村 | 益田郡 馬瀬村              | 益田郡 馬瀬村                        | 益田郡 馬瀬村                        | 益田郡 馬瀬村                 | 益田郡 馬瀬村                        | 益田郡 馬瀬村                      | 益田郡 馬瀬村                      | 益田郡 馬瀬村                                 | 益田郡 馬瀬村       | 益田郡 馬瀬村                        | 益田郡 馬瀬村                  | 平成16年 3月1日 下呂市 | 下呂市 |
| 飛騨国 益田郡 名丸村   | 明治8年 1月 筑摩県 益田郡 馬瀬村           | 益田郡 馬瀬村                        | 益田郡 馬瀬村                      | 明治17年 益田郡 上馬瀬村 | 益田郡 馬瀬村              | 益田郡 馬瀬村                        | 益田郡 馬瀬村                        | 益田郡 馬瀬村                 | 益田郡 馬瀬村                        | 益田郡 馬瀬村                      | 益田郡 馬瀬村                      | 益田郡 馬瀬村                                 | 益田郡 馬瀬村       | 益田郡 馬瀬村                        | 益田郡 馬瀬村                  | 平成16年 3月1日 下呂市 | 下呂市 |
| 飛騨国 益田郡 井谷村   | 明治8年 1月 筑摩県 益田郡 馬瀬村           | 益田郡 馬瀬村                        | 益田郡 馬瀬村                      | 明治17年 益田郡 下馬瀬村 | 益田郡 馬瀬村              | 益田郡 馬瀬村                        | 益田郡 馬瀬村                        | 益田郡 馬瀬村                 | 益田郡 馬瀬村                        | 益田郡 馬瀬村                      | 益田郡 馬瀬村                      | 益田郡 馬瀬村                                 | 益田郡 馬瀬村       | 益田郡 馬瀬村                        | 益田郡 馬瀬村                  | 平成16年 3月1日 下呂市 | 下呂市 |
| 飛騨国 益田郡 惣島村   | 明治8年 1月 筑摩県 益田郡 馬瀬村           | 益田郡 馬瀬村                        | 益田郡 馬瀬村                      | 明治17年 益田郡 下馬瀬村 | 益田郡 馬瀬村              | 益田郡 馬瀬村                        | 益田郡 馬瀬村                        | 益田郡 馬瀬村                 | 益田郡 馬瀬村                        | 益田郡 馬瀬村                      | 益田郡 馬瀬村                      | 益田郡 馬瀬村                                 | 益田郡 馬瀬村       | 益田郡 馬瀬村                        | 益田郡 馬瀬村                  | 平成16年 3月1日 下呂市 | 下呂市 |
| 飛騨国 益田郡 西村     | 明治8年 1月 筑摩県 益田郡 馬瀬村           | 益田郡 馬瀬村                        | 益田郡 馬瀬村                      | 明治17年 益田郡 下馬瀬村 | 益田郡 馬瀬村              | 益田郡 馬瀬村                        | 益田郡 馬瀬村                        | 益田郡 馬瀬村                 | 益田郡 馬瀬村                        | 益田郡 馬瀬村                      | 益田郡 馬瀬村                      | 益田郡 馬瀬村                                 | 益田郡 馬瀬村       | 益田郡 馬瀬村                        | 益田郡 馬瀬村                  | 平成16年 3月1日 下呂市 | 下呂市 |
| 飛騨国 益田郡 下山村   | 明治8年 1月 筑摩県 益田郡 馬瀬村           | 益田郡 馬瀬村                        | 益田郡 馬瀬村                      | 明治17年 益田郡 下馬瀬村 | 益田郡 馬瀬村              | 益田郡 馬瀬村                        | 益田郡 馬瀬村                        | 益田郡 馬瀬村                 | 益田郡 馬瀬村                        | 益田郡 馬瀬村                      | 益田郡 馬瀬村                      | 益田郡 馬瀬村                                 | 益田郡 馬瀬村       | 益田郡 馬瀬村                        | 益田郡 馬瀬村                  | 平成16年 3月1日 下呂市 | 下呂市 |

## 行政

### 市長
- 山内登（2020年4月18日就任、2期目）

歴代市長
| 代    | 氏名     | 就任日        | 退任日        |
| ----- | -------- | ------------- | ------------- |
| 初代  | 山田良司 | 2004年4月18日 | 2008年4月17日 |
| 2-3代 | 野村誠   | 2008年4月18日 | 2016年4月17日 |
| 4代   | 服部秀洋 | 2016年4月18日 | 2020年4月17日 |
| 5代-  | 山内登   | 2020年4月18日 | 現職          |

### 役所
市役所庁舎
- 下呂庁舎
- 萩原庁舎

振興事務所
- 下呂振興事務所
  - 下呂振興事務所竹原出張所
- 萩原振興事務所
- 小坂振興事務所
- 金山振興事務所
- 馬瀬振興事務所

## 議会

### 市議会
- 定数：14人
- 任期：2024年4月18日 - 2028年4月17日
- 議長：中島達也
- 副議長：森　哲士

| 会派名 | 議席数 |
| ------ | ------ |
| 無会派 | 14     |

### 県議会
- 選挙区：下呂市選挙区
- 定数：1人
- 任期：2023年4月30日 - 2027年4月29日

| 氏名     | 会派名         |
| -------- | -------------- |
| 今井政嘉 | 県政自民クラブ |

### 衆議院
- 選挙区：岐阜4区（高山市、美濃加茂市、可児市、飛騨市、郡上市、下呂市、加茂郡、可児郡、大野郡）
- 任期：2024年10月28日 - 2028年10月26日
- 投票日：2024年10月27日
- 当日有権者数：320,078人
- 投票率：63.91％

| 当落 | 候補者名 | 年齢 | 所属党派   | 新旧別 | 得票数    | 得票率 | 重複 |
| ---- | -------- | ---- | ---------- | ------ | --------- | ------ | ---- |
| 当   | 今井雅人 | 62   | 立憲民主党 | 元     | 114,032票 | 57.26% | ○    |
|      | 金子俊平 | 46   | 自由民主党 | 前     | 85,129票  | 42.74% | ○    |

## 出先機関・施設

### 国家機関

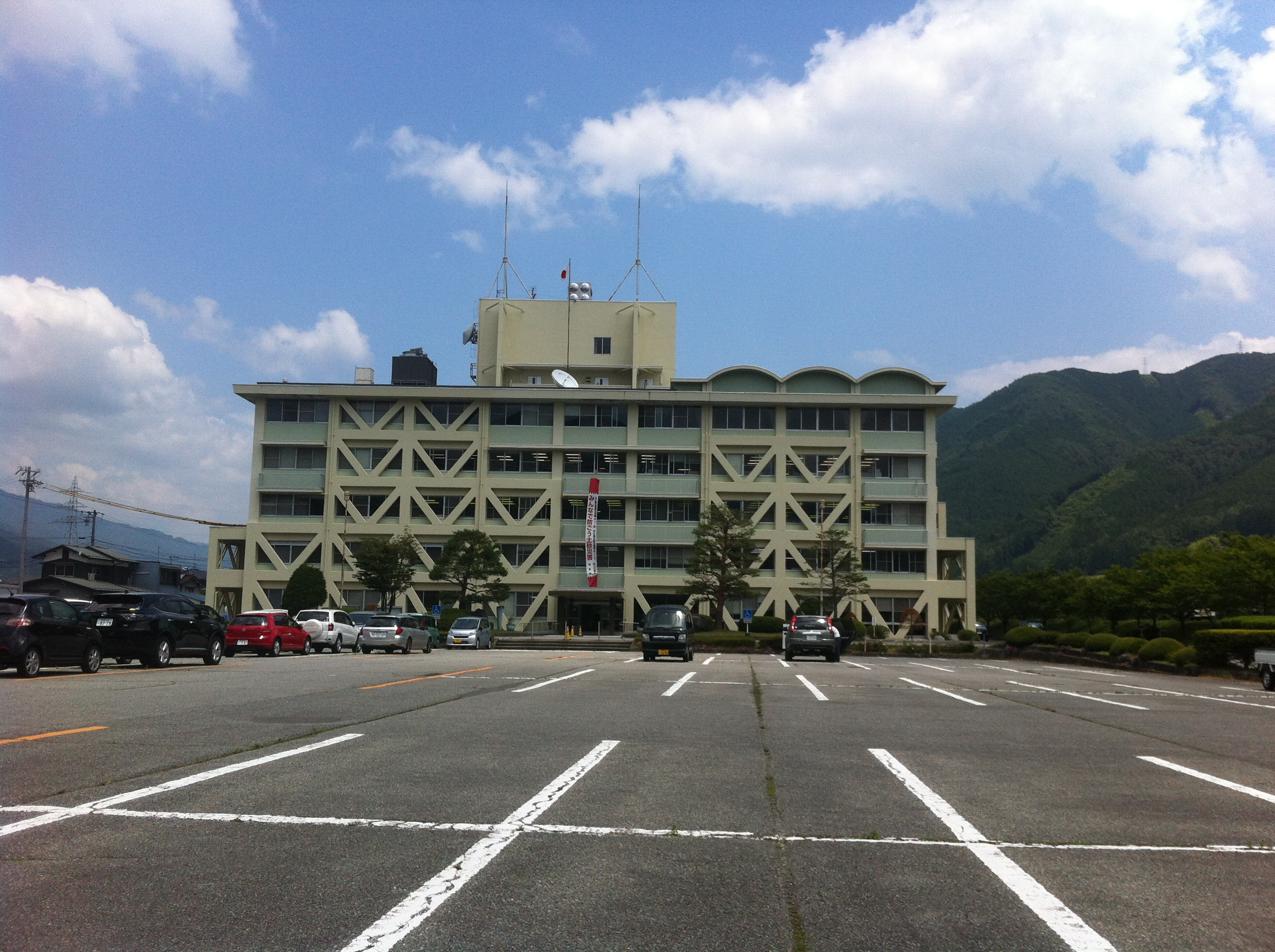
下呂総合庁舎

#### 国土交通省
- 中部地方整備局高山国道事務所下呂維持出張所
- 金山除雪センター
- 小坂除雪センター

#### 農林水産省
林野庁
- 中部森林管理局岐阜森林管理署
  - 小坂森林事務所
  - 大洞森林事務所
  - 濁河森林事務所
  - 馬瀬萩原森林事務所
  - 森林技術・支援センター

### 県政機関
- 岐阜県下呂総合庁舎
  - 飛騨県事務所下呂市駐在
  - 飛騨県税事務所下呂県税窓口コーナー
  - 下呂土木事務所
  - 飛騨保健所下呂センター
  - 下呂農業改良普及センター
  - 下呂農林事務所
  - 岐阜県水産研究所下呂支所
- 岐阜県立下呂温泉病院

### 施設

#### 警察
- 岐阜県下呂警察署
  - 金山警部交番（下呂市金山町金山）
  - 署所在地交番（下呂市萩原町萩原、下呂警察署内）
  - 下呂温泉交番（下呂市森）
  - 宮地警察官駐在所（下呂市宮地）
  - 中原警察官駐在所（下呂市焼石）
  - 馬瀬警察官駐在所（下呂市馬瀬名丸）
  - 尾崎警察官駐在所（下呂市萩原町尾崎）
  - 落合警察官駐在所（下呂市小坂町落合）
  - 小坂警察官駐在所（下呂市小坂町大垣内）　
  - 菅田警察官駐在所（下呂市金山町菅田桐洞）
  - 東警察官駐在所（下呂市金山町岩瀬）

#### 消防
本部
- 下呂市消防本部

消防署
- 北消防署
  - 小坂分署
- 中消防署
- 南消防署

#### 医療・福祉
主な病院
- 下呂市立金山病院
  - 小坂診療所
  - 上原診療所
  - 中原診療所
  - 馬瀬診療所
- 南ひだせせらぎ病院

福祉
- 養護老人ホームあさぎりサニーランド
- 特別養護老人ホームあさぎりサニーランド
- 特別養護老人ホームかなやまサニーランド

#### 郵便局
主な郵便局
- 小坂郵便局
- 萩原郵便局
- 馬瀬郵便局
- 下呂郵便局
- 金山郵便局

#### 図書館
- 下呂市図書館（総称）
  - はぎわら図書館
  - 下呂図書館
  - 金山図書館
  - 小坂図書室

#### 文化施設
市民会館
- 下呂市星雲会館
- 下呂市下呂市民会館
- 下呂市金山市民会館

資料館・博物館
- 下呂市下呂ふるさと歴史記念館
- 下呂市金山郷土館
- 加藤素毛記念館
- 小坂郷土館
- 禅昌寺歴史資料館

#### 運動施設
- あさぎりスポーツ公園
- 飛騨川公園
- 御嶽パノラマグラウンド
- 金山リバーサイドスポーツセンター
- 下呂交流会館

#### 研修施設
- 南飛騨健康増進センター
- 位山自然の家
- 御嶽濁河高地トレーニングセンター

## 対外関係

### 姉妹都市・提携都市

#### 国内
姉妹都市
| 都市       | 都道府県      | 地方     | 年月日                                                         |
| ---------- | ------------- | -------- | -------------------------------------------------------------- |
| 一宮市     | 愛知県        | 中部地方 | 2000年（平成12年）4月30日 - 旧木曽川町と旧萩原町が姉妹都市提携 |
| 宝達志水町 | 石川県 羽咋郡 | 中部地方 | 2006年（平成18年）2月20日 - 姉妹都市提携                       |

その他
- 日本で最も美しい村連合：美しい村づくり、ロゴマークの活用、サポーター会員制度、イベントの開催、広報活動を行っている地方自治体や地域の連合体に参加している。

#### 海外
姉妹都市
| 都市           | 国                 | 地域         | 年月日                                     |
| -------------- | ------------------ | ------------ | ------------------------------------------ |
| ケチカン市     | アメリカ合衆国     | アラスカ州   | 1986年（昭和61年）- 交流都市提携           |
| ペンサコーラ市 | アメリカ合衆国     | フロリダ州   | 1998年（平成10年）- 旧萩原町と姉妹都市提携 |
| サレゾポリス市 | ブラジル連邦共和国 | サンパウロ州 | 旧小坂町と姉妹都市提携                     |

## 経済

### 産業
就業人口
- 第1次産業 893人
- 第2次産業 4,938人
- 第3次産業 11,145人

(平成27年国勢調査)

### 市内に本社がある企業
- 益田信用組合

## 情報・生活

### マスメディア

#### 放送局
テレビ
- シーシーエヌ　（CCN下呂支局）（下呂ネットサービス）（ケーブルテレビ）
- コミュファ光テレビ（一部地域）

#### 中継局
- 下呂中継局
- NHK飛騨金山中継局
- NHK小坂中継局

### ライフライン

#### 電力
- 中部電力パワーグリッド

#### 電信
- NTT西日本
- シーシーエヌ　（CCN下呂支局）
- 中部テレコミュニケーション　（コミュファ）（一部地域）

## 教育

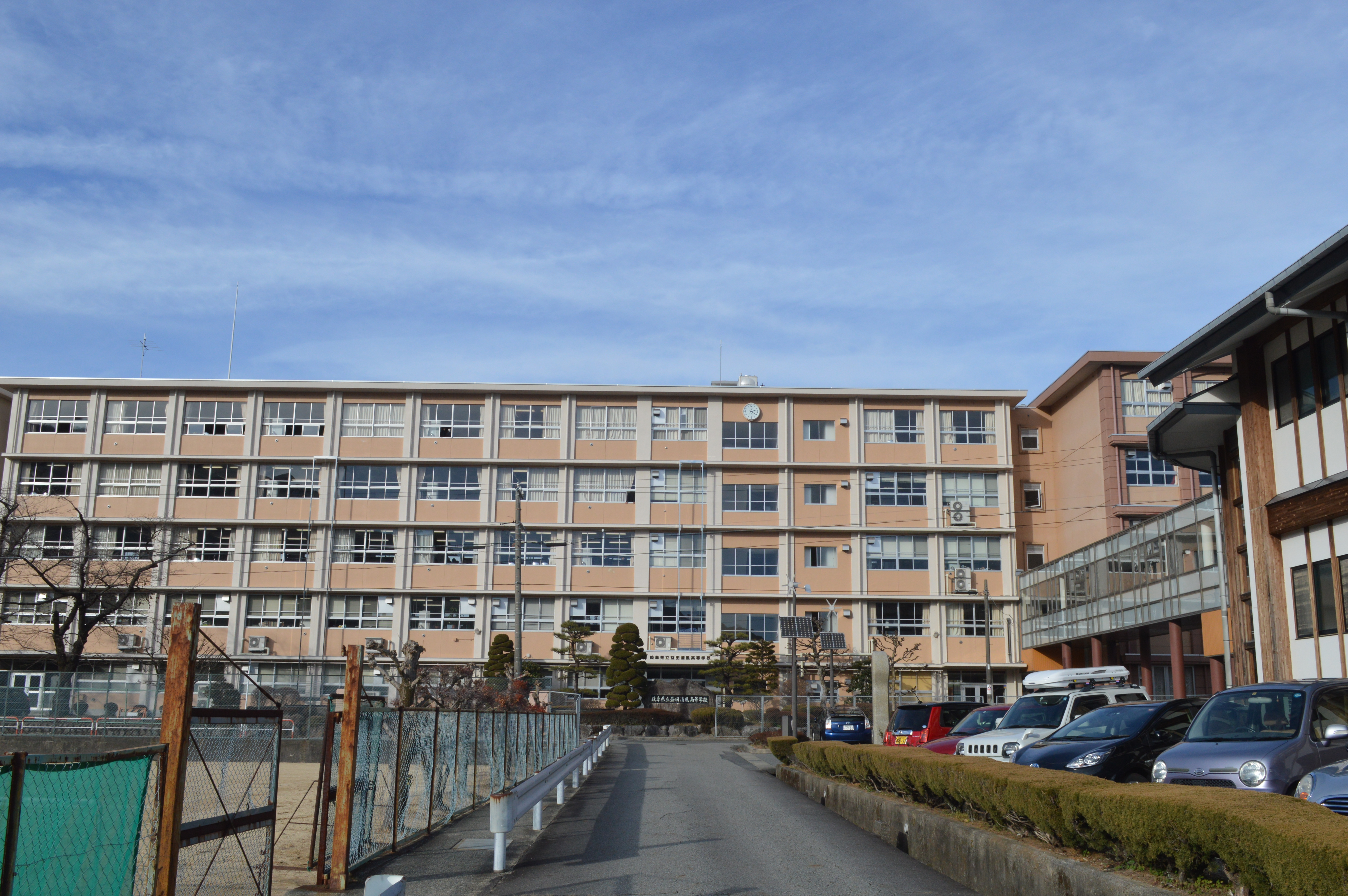
岐阜県立益田清風高等学校

### 専修学校
県立
- 岐阜県立下呂看護専門学校

### 高等学校
県立
- 岐阜県立益田清風高等学校

### 中学校
市立
- 下呂市立萩原南中学校
- 下呂市立萩原北中学校
- 下呂市立小坂中学校
- 下呂市立下呂中学校
- 下呂市立竹原中学校
- 下呂市立金山中学校

### 小学校
市立
- 下呂市立小坂小学校
- 下呂市立宮田小学校
- 下呂市立尾崎小学校
- 下呂市立萩原小学校
- 下呂市立竹原小学校
- 下呂市立下呂小学校
- 下呂市立上原小学校
- 下呂市立馬瀬小学校
- 下呂市立金山小学校

### 特別支援学校
県立
- 岐阜県立下呂特別支援学校

### 自動車学校
- 益田自動車教習所

### その他
- 愛知淑徳学園飛騨林間学舎「淑友館」

## 交通

### 鉄道
東海旅客鉄道（JR東海）

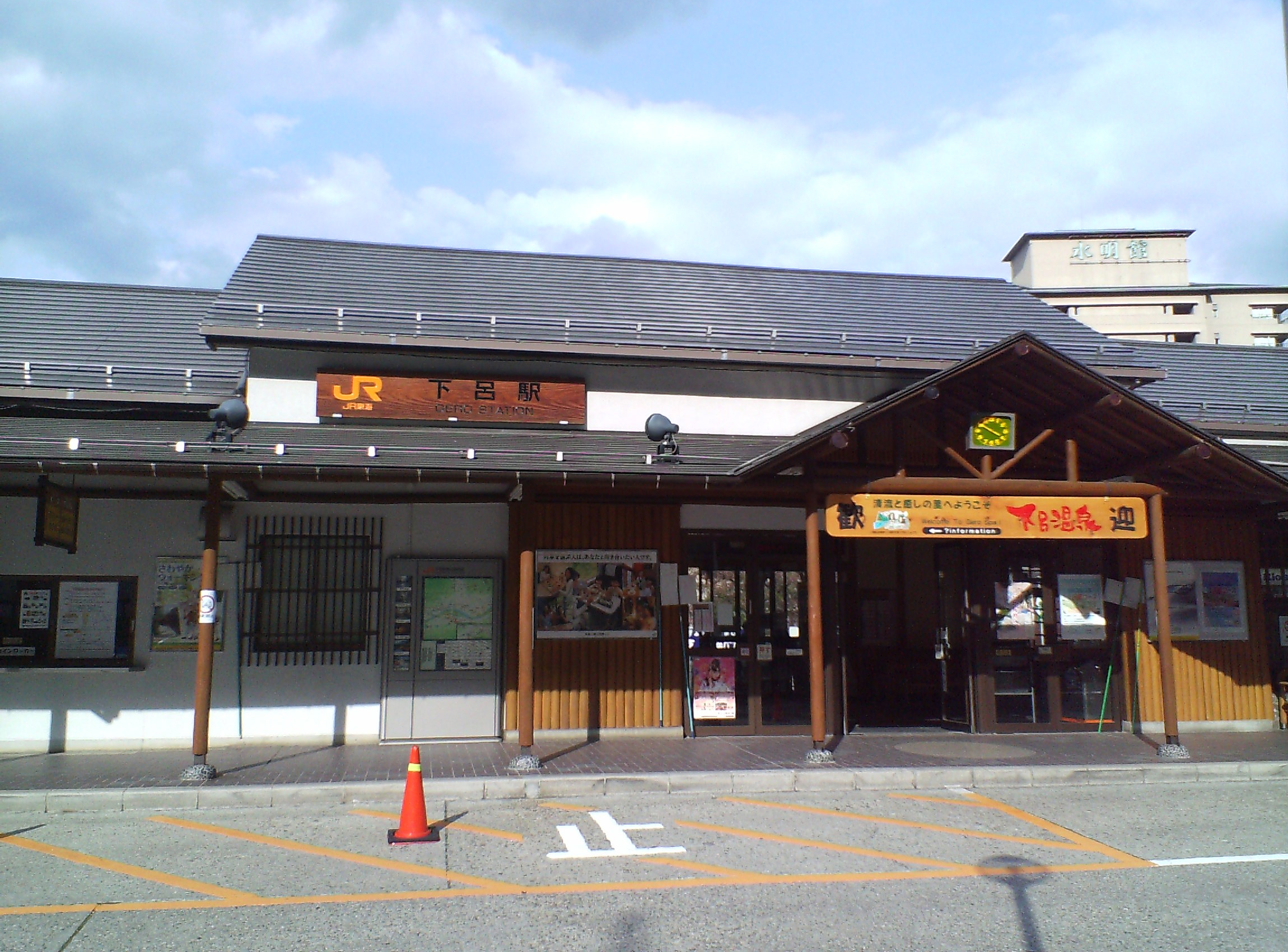
下呂駅

- 高山本線：飛騨金山駅 - 焼石駅 - 下呂駅 - 禅昌寺駅 - 飛騨萩原駅 - 上呂駅 - 飛騨宮田駅 - 飛騨小坂駅

### バス

#### 路線バス
- げろバス（下呂市コミュニティバス）

#### 都市間バス
- 濃飛乗合自動車

### 道路

#### 高速道路
自動車道
- 濃飛横断自動車道 
高速道路では、中央自動車道中津川IC、または東海北陸自動車道郡上八幡ICが最寄りになる。

未供用の区間
- 高山下呂連絡道路

#### 国道
- 国道41号
- 国道256号
- 国道257号

#### 県道
主要地方道
- 岐阜県道58号関金山線
- 岐阜県道62号下呂白川線
- 岐阜県道64号可児金山線
- 岐阜県道85号金山上之保線
- 岐阜県道86号金山明宝線
- 岐阜県道88号下呂小坂線
- 岐阜県道98号宮萩原線

一般県道
- 岐阜県道294号上之保下袋坂線
- 岐阜県道431号下山名丸線
- 岐阜県道432号門和佐瀬戸線
- 岐阜県道435号御岳山朝日線
- 岐阜県道436号田口洞線
- 岐阜県道437号湯屋温泉線
- 岐阜県道439号飛騨萩原停車場線
- 岐阜県道440号乗政下呂停車場線
- 岐阜県道441号落合飛騨小坂停車場線
- 岐阜県道442号白草山公園線

#### 農道
- 美濃東部広域農道

#### 道の駅
- 道の駅馬瀬 美輝の里
- 道の駅南飛騨小坂
- 道の駅飛騨金山ぬく森の里温泉

## 観光

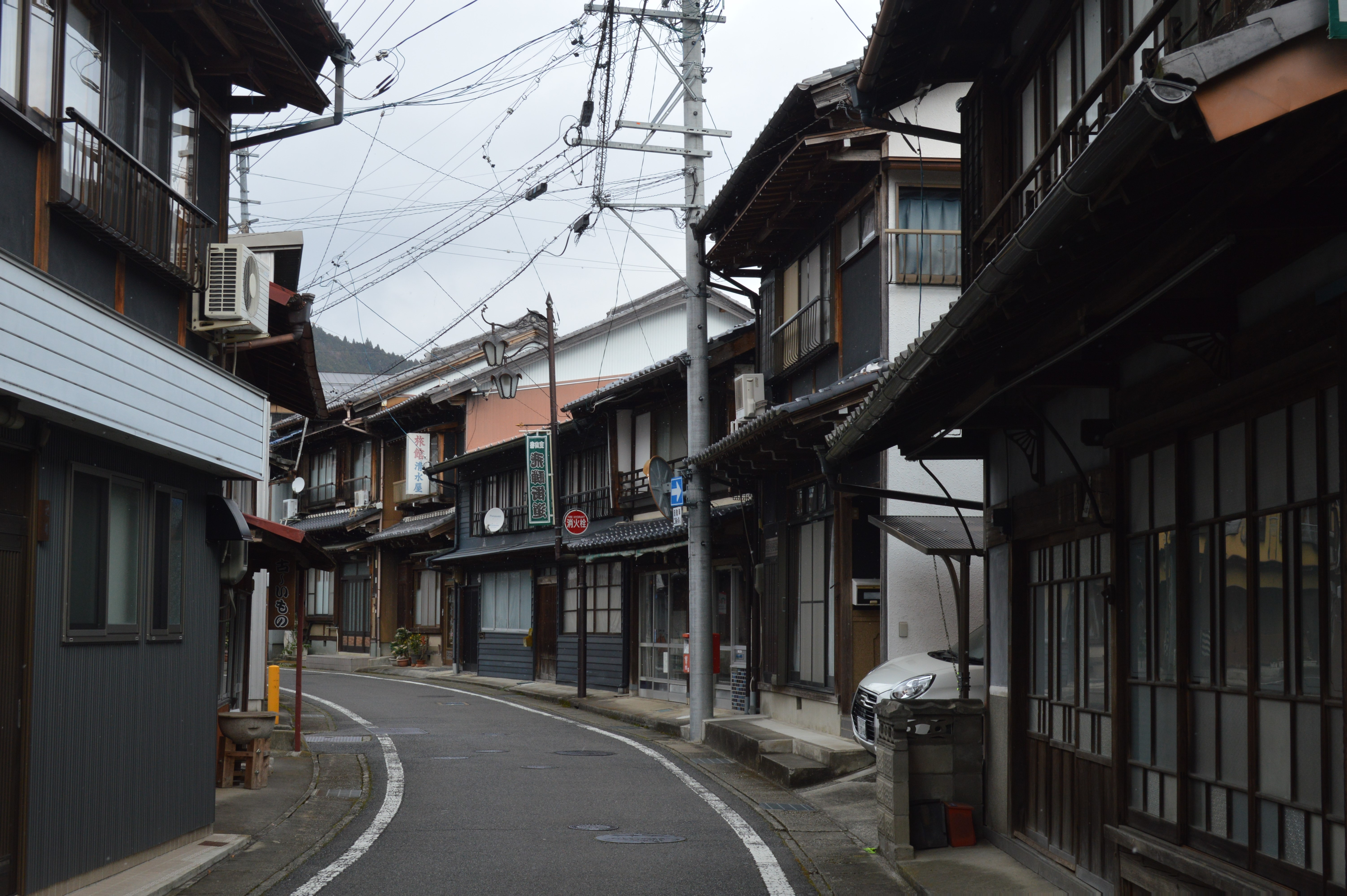
飛騨街道 飛騨金山

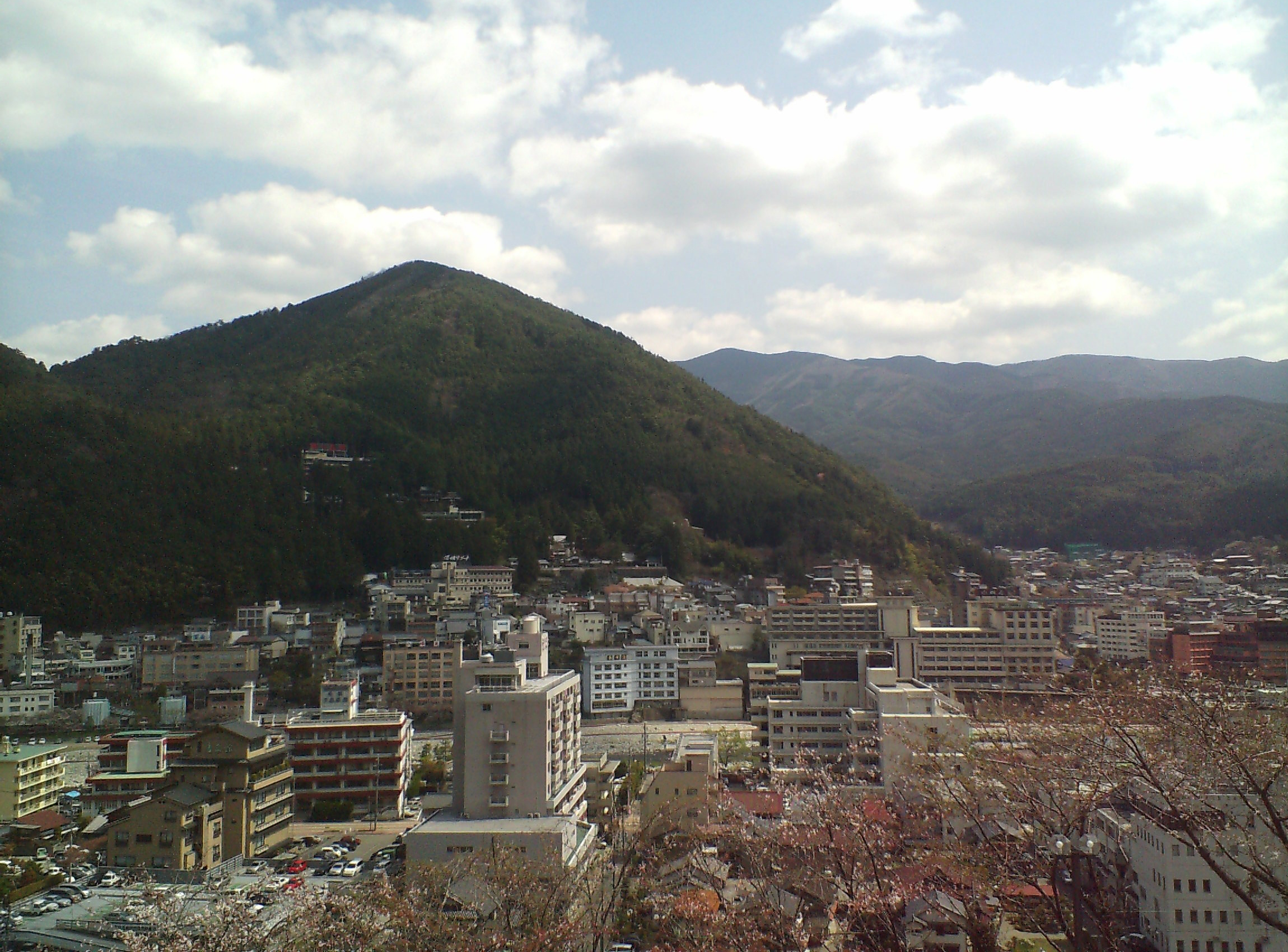
下呂温泉街

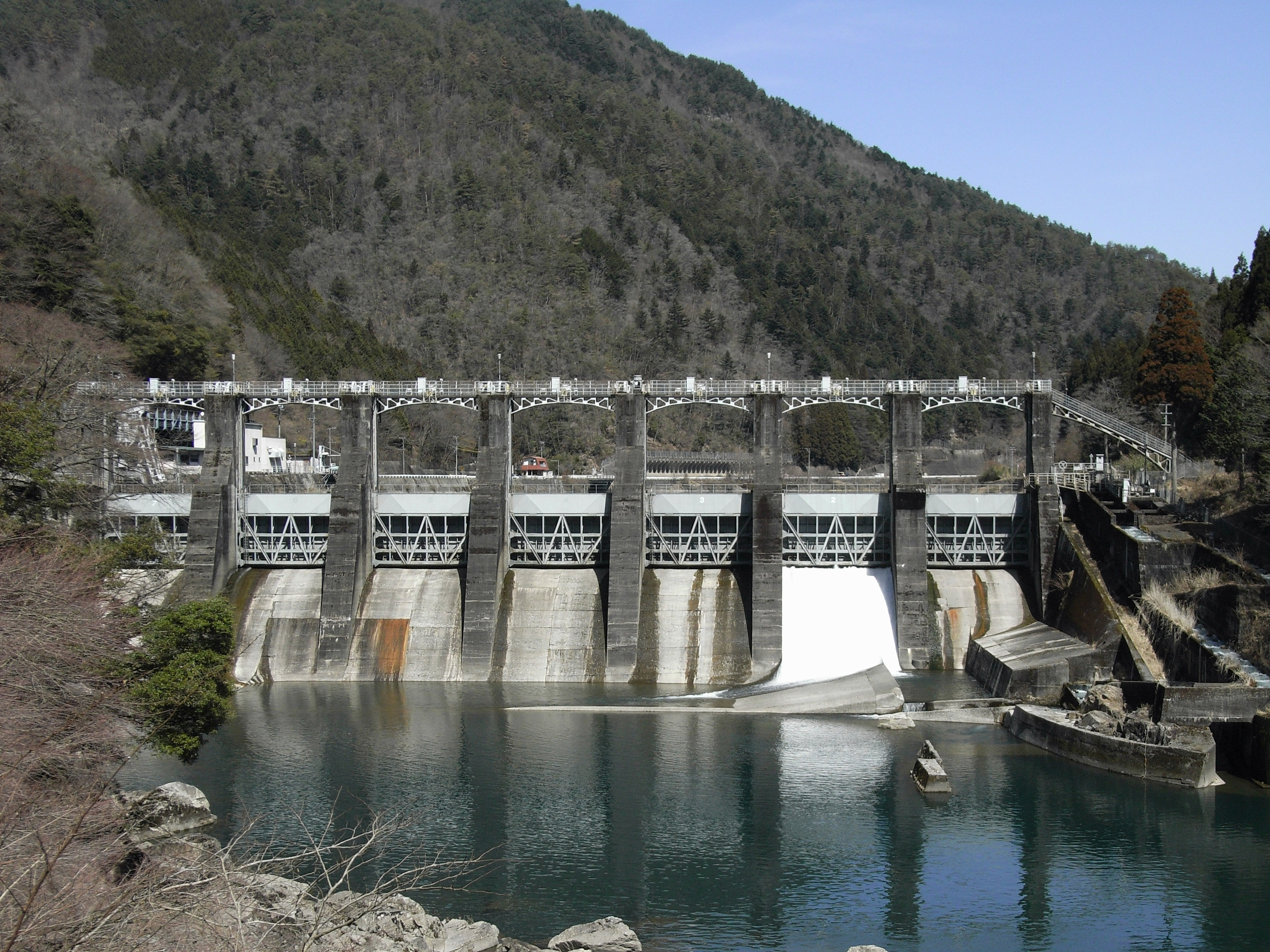
下原ダム

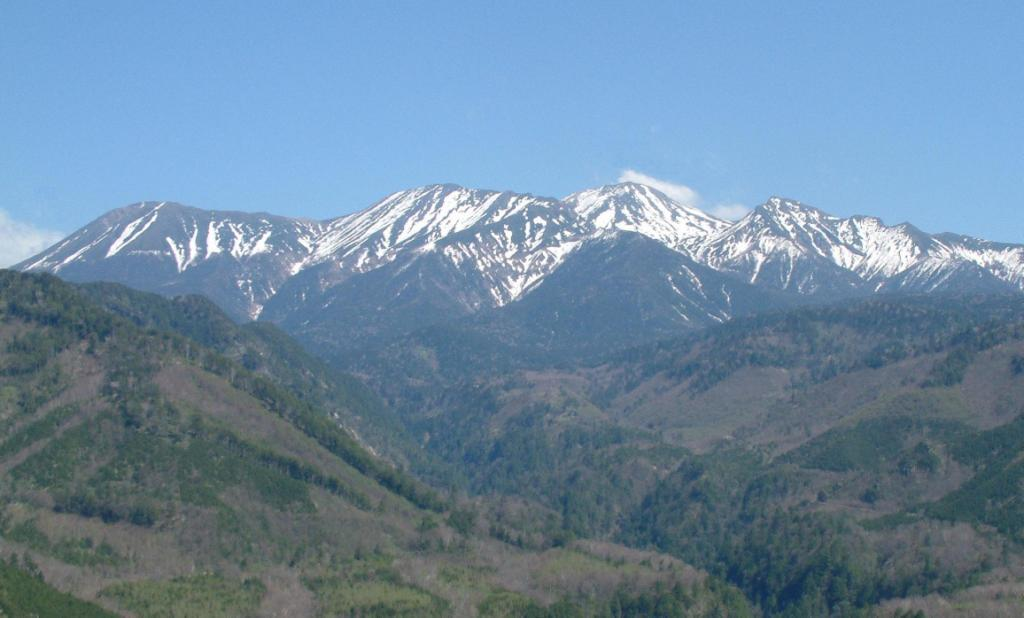
御嶽パノラマラインから望む御嶽山

### 名所・旧跡
主な城郭
- 桜洞城跡
- 萩原諏訪城

主な神社
- 縣神社
- 出雲大社飛騨教会
- 柯柄八幡神社
- 加恵瑠神社
- 久津八幡宮
- 下原八幡神社
- 祖師野八幡宮
- 森水無八幡神社
- 津島神社（小坂町小坂町）
- 諏訪神社（小坂町）
- 尾崎白山神社
- 位山八幡神社

主な寺院
- 阿弥陀寺
- 温泉寺
- 玉龍寺
- 地蔵寺
- 禅昌寺
- 大威徳寺跡
- 龍泉寺

主な史跡
- 岩屋岩蔭遺跡(金山巨石群)

街道
- 飛騨街道
  - 飛騨金山

### 観光スポット
温泉
- 下呂温泉
- 濁河温泉
- 湯屋温泉
- 下島温泉
- 飛騨川温泉
- 乗政温泉
- 南飛騨馬瀬川温泉
- 飛騨金山温泉

自然
- 御嶽山
  - 五の池小屋
  - パノラマラインの紅葉（飛騨・美濃紅葉33選）[12]
- 巌立峡
- 横谷峡
- 中山七里
- 根尾の滝（日本の滝百選）
- 苗代桜

文化施設
- 白雲座
- 鳳凰座
- 六ツ見橋
- 飛騨御嶽高原高地トレーニングエリア
- 下呂発 温泉博物館
- 下呂温泉合掌村
- 湯のまち雨情公園

## 文化・名物

### 祭事・催事
- 下呂温泉まつり
- 飛騨小坂力持ち小太郎火まつり
- 飛騨金山花火大会
- ギフチョウの里〜ひだ金山清流マラソン大会
- 馬瀬川花火大会
- 下呂温泉花火ミュージカル夏・冬公演
- 下呂の田の神祭（重要無形民俗文化財）
- 鳳凰座歌舞伎
- 湯之花芸妓連

### 名産・特産
- 一位一刀彫
- 鶏ちゃん
- 朴葉寿司
- 下呂プリン
- 栃の実せんべい
- さるぼぼ
- 龍の瞳(いのちの壱)
- トマト丼

### 伝説
- 両面宿儺

## 出身関連著名人

### 出身著名人
- 熊﨑勝彦 - 元東京地検特捜部長、第13代プロ野球コミッショナー
- 森本宏 - 法務事務次官、元東京地検特捜部長
- 黒木博司 - 海軍少佐、回天発案者
- 中島完一 - 陸軍中将
- 長尾四郎右衛門 - 元衆議院議員、元貴族院多額納税者議員。
- 長尾元太郎 - 元衆議院議員、元貴族院議員。四郎右衛門の長男。
- 加藤素毛 - 江戸幕府の万延元年遣米使節随行員
- 加藤鎮之助 - 篤志家、楠妣庵観音寺中興の人。加藤素毛の甥。
- 加藤於兎丸 - 第33代佐賀県知事、第31代宮城県知事。
- 加藤翼 - 元プロ野球選手
- 今井雅人 - 衆議院議員
- 細江静男 - 医師、ブラジルの地域医療に貢献。
- 鈴木修 - 日本の実業家、自動車メーカースズキの代表取締役会長兼社長（CEO&COO）
- 佐古則男 - 日本の実業家、元ユニーグループ・ホールディングス社長兼ユニー社長。
- 都竹通年雄 - 日本語学者
- 藤原信 - 彫刻家、ハノーファー専科大学教授[13]
- 田口貞善 - スポーツ科学者、京都大学名誉教授・元野球部監督。
- 永田和宏 - 冶金学者、東京工業大学名誉教授
- 長田百合子 - 教育評論家
- 松原好之 - 小説家、予備校講師、医系予備校 進学塾ビッグバン代表
- 細江茂樹 - 前加茂郡白川町長
- 小池民男 - ジャーナリスト
- ちゅうえい - お笑い芸人、流れ星☆
- 赤枝卓 - お笑い芸人
- 今井隆 - 米の新品種「龍の瞳」の育種家。
- かとう有花 - 声優、映画 君の名は。方言監修
- 大前光市 - プロダンサー

### ゆかりのある著名人
- 山口一郎 - ミュージシャン、サカナクションのギター兼ボーカル。父親の出身地[14]。